# Kyjov
Kyjov (německy Gaya, Geyen) je město v okrese Hodonín v Jihomoravském kraji na řece Kyjovce, 25 km jihozápadně od Uherského Hradiště. Je obklopeno Kyjovskou pahorkatinou, severně od města se rozprostírá pohoří Chřiby. Žije zde přibližně 11 tisíc obyvatel. Město je centrem folklórního regionu Kyjovské Dolňácko a každé čtyři roky zde probíhá národopisná slavnost Slovácký rok.

## Název
Název osady byl buď odvozen od osobního jména Kyj a znamenal „Kyjův majetek“ nebo šlo původně o pojmenování lesa (z něhož se získávaly kyje) přenesené na osadu založenou v jeho sousedství. Německá podoba jména zněla nejprve Geyen, později Gaya a pochází z české (ze středověkých nářečních tvarů Kajov, Kejov).

## Heraldika

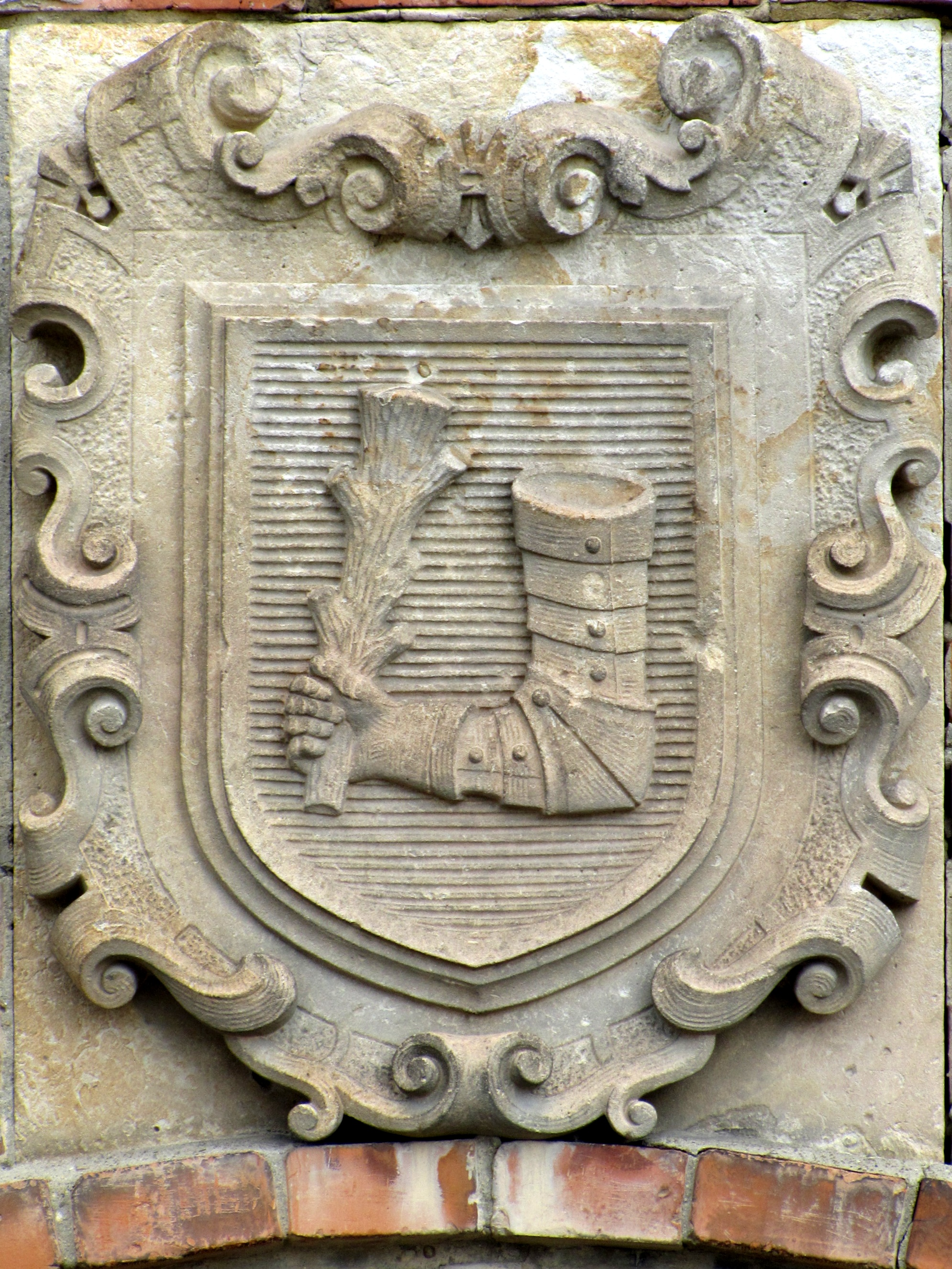
Městský znak na domě č. 385 v Riegrově ulici

Ve znaku má město pravou paži držící kyj na modrém poli. Počet suků na kyji bývá od tří do pěti, převážně však čtyři. V 17. století se ke znaku přidával anděl jako štítonoš a okolo roku 1800 šachovaná orlice. Ke znaku však anděl či orlice nepatří a šlo pouze o ryteckou ozdobu pečeti. Barvy znaku jsou modrá a bílá. Modrá je použita podle znaku z rejstříku kožešnického a kloboučnického cechu z 18. století. Existuje i varianta městského znaku z roku 1727 s červenou podkladovou barvou.
Původ znaku není doložen. Poprvé byl vyobrazen na pečeti v roce 1526. V literatuře se vyskytuje úvaha, že kyj je spíše ostrev, která se nachází ve znaku pánů z Lichtenburku. Půta z Lichtenburku měl Kyjov pronajat v letech 1480–1482. Kyj, kterou drží chráněné rameno, je však spíše mluvícím znamením. Dokládají to starší pečeti, na kterých kyj nemá podobu ostrve.
V Moravském zemském archivu v Brně je dochován jediný otisk městské pečeti z roku 1562. Je na něm vyobrazena městská brána se dvěma věžemi, latinským nápisem SIGILLVM CIVITATIS GAYENSIS a mezi věžemi je umístěno písmeno G. Tuto pečeť nechal vyhotovit první kyjovský primátor Václav st. Bzenecký, ovšem později se nepoužívala.
Vlajku město získalo na základě rozhodnutí Výboru pro vědu, vzdělání a kulturu České národní rady číslo 457 ze dne 11. července 1991. Na modré vlajce je zobrazena stříbrná obrněná paže bez rukavice, která drží vztyčený kyj hnědé barvy se čtyřmi velkými suky.
Lidová pověst vypráví o napadení kyjovské osady ve chvíli, kdy obyvatelé budovali obrannou palisádu z dubových kmenů. Před útočníky od východu se neozbrojení osadníci úspěšně ubránili dubovými kyji, které zbyly z opracovaných dubových kůlů. Tak měl údajně vzniknout název osady a do znaku se dostal dubový kyj. Ve skutečnosti jsou valy a palisády písemně doloženy až po roce 1284, kdy premonstrátský opat Budiš vymohl od krále Václava II. povolení k opevnění měst a městeček v majetku kláštera Hradisko, kterému patřil i Kyjov.

## Dějiny

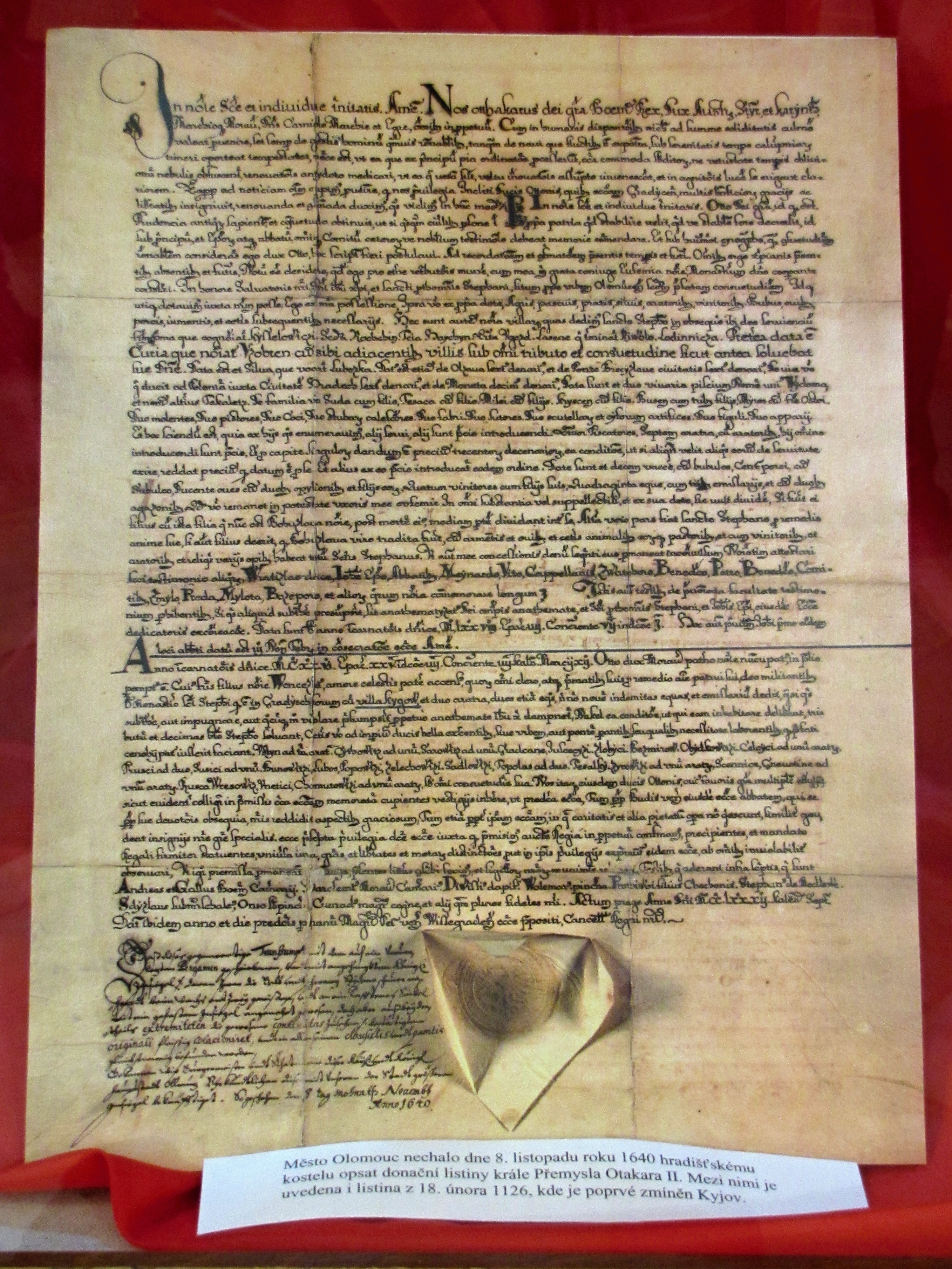
Listina Václava Olomouckého z roku 1126

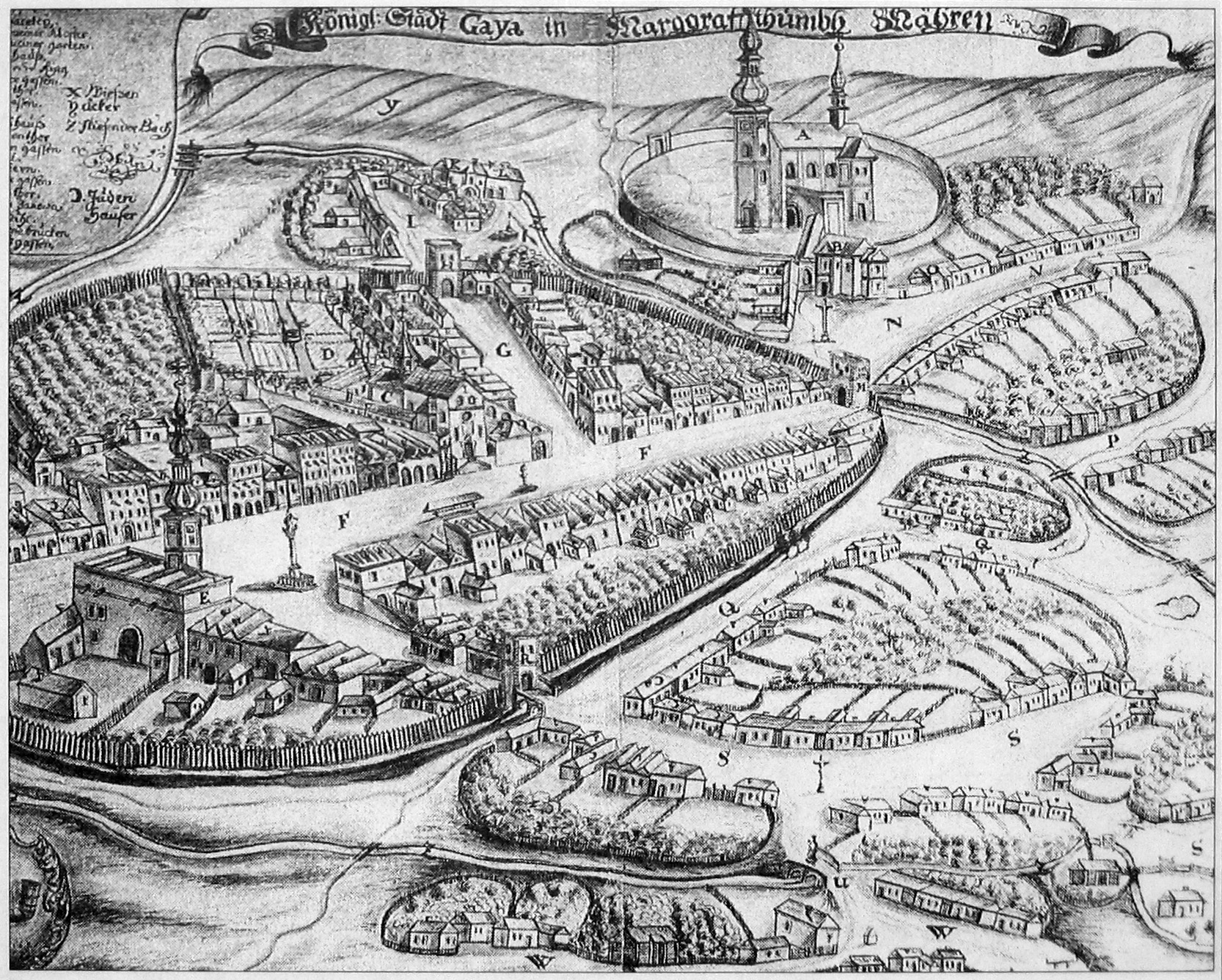
Nejstarší vyobrazení Kyjova z roku 1727

Při archeologickém průzkumu v roce 2021 na jihozápadním okraji kyjovského katastru bylo nalezeno sídliště a pohřebiště se 14 hroby. Vzniklo kolem roku 2000 př. n. l. ve starší době bronzové a náleželo k únětické kultuře. Podle nálezu poměrně ojedinělého typu zlaté záušnice archeologové předpokládají kontakty zdejší osady s územím Potisí v dnešním východním Maďarsku nebo v Sedmihradsku.
V roce 2010 archeologové nalezli v sousední lokalitě pohřebiště ze 6. století s více než 250 hroby germánského kmene Langobardů. Jde tak o jedno z největších langobardských center ve střední Evropě a nález podstatně změnil dosavadní znalosti o pohybu Langobardů během stěhování národů.
V první písemné zmínce z roku 1126 se Kyjov připomíná jako trhová ves, kterou kníže Václav Jindřich Olomoucký daroval benediktinskému klášteru Hradisko u Olomouce. Stalo se tak na památku Václavova strýce Oty II. Olomouckého, který 18. února 1126 zahynul v bitvě u Chlumce. Klášter Hradisko brzy přešel do rukou premonstrátů a v 2. polovině 12. století za opata Michala byl na kyjovském návrší postaven kamenný kostel sv. Martina. V přímé správě kláštera byl Kyjov nejpozději do roku 1382. Pak jej začal pronajímat nižší šlechtě. V husitském období se město hlásilo k utrakvismu. V srpnu 1431 ho dobyl rakouský markrabě Albrecht II. Habsburský a podle kronikáře Bartoška z Drahonic zde nechal popravit okolo 50 kyjovských obyvatel. Král Vladislav Jagellonský povýšil Kyjov privilegiem z 7. června 1515 na město a udělil mu právo pečetit červeným voskem.
Premonstrátský klášter v roce 1539 po více než 400 letech prodal město Janu Kunovi z Kunštátu. Jeho synové Kyjov prodali 7. ledna 1548 Janu Kropáčovi z Nevědomí a na Litenčicích za 9 000 zlatých. Kyjovští poddaní s tím nebyli spokojeni. 11. května 1548 vyslali deputaci vedenou kyjovským měšťanem Václavem starším Bzeneckým k císaři Ferdinandu I. Habsburskému do Augsburgu, který tam pobýval na Říšském sněmu. Císař pak 18. srpna 1548 ve Vídni vydal listinu, v níž městu slíbil, že Kyjov už nebude zastaven ani prodán. Stal se komorním městem, často nesprávně nazývaným jako královské město. Nastala doba rozkvětu, v letech 1561–1562 byla na náměstí postavena renesanční radnice s věží, tři městské brány, roku 1577 koupilo město ves Vřesovice a 1666 ves Kelčany.
V 17. století Kyjov trpěl válečnými událostmi. 15. června 1605 bylo město s okolními vesnicemi vyrabováno a vypáleno při nájezdu tlup sedmihradského knížete Štěpána Bočkaje během protihabsburského povstání v Uhrách, což mělo po mnoho následujících let vliv na jeho rozvoj. Během Českého stavovského povstání při obraně Kyjova proti vojsku Jindřicha Dampierre zahynulo přes 150 obyvatel, nakonec se mu však 8. října 1619 vzdalo. V říjnu 1623 bylo město zpustošeno vpádem vojska Gabriela Betlena a 250 obyvatel bylo zajato a odvlečeno. V roce 1638 celý Kyjov vyhořel. Roku 1705 se město ubránilo nájezdu Rákociho kuruců. V letech 1710–1784 ve městě působili kapucíni, kteří zde z odkazu knížete Jana Adama z Lichtenštejna vybudovali současný farní kostel a klášter. V roce 1760 zde piaristé založili nižší latinské gymnázium.
Průmyslník Hugo Salm-Reifferscheidt v roce 1844 v Kyjově otevřel lignitové doly a tím začalo budování průmyslu ve městě. Roku 1858 založil i sklárnu, která zanikla po požáru v roce 1878. O pět let později sklárnu znovu založil Samuel Reich s pomocí bratra Solomona. (V současné době je sklárna hlavním průmyslovým podnikem v Kyjově.) V průběhu 2. poloviny 19. století se rozvíjel spolkový život. Vznikl Čtenářsky spolek (1864) a tělovýchovná jednota Sokol (1871). Při obecních volbách v roce 1896 bylo zvoleno české zastupitelstvo a prvním českým starostou se stal JUDr. Josef Galusek. 
Ve 20. století se ke Kyjovu připojily dříve samostatné obce Nětčice (1946), Boršov (1960) a Bohuslavice (1980), které dnes tvoří místní části. Začala výstavba sídlišť a i v současné době se zástavba města rozšiřuje.

## Geografie

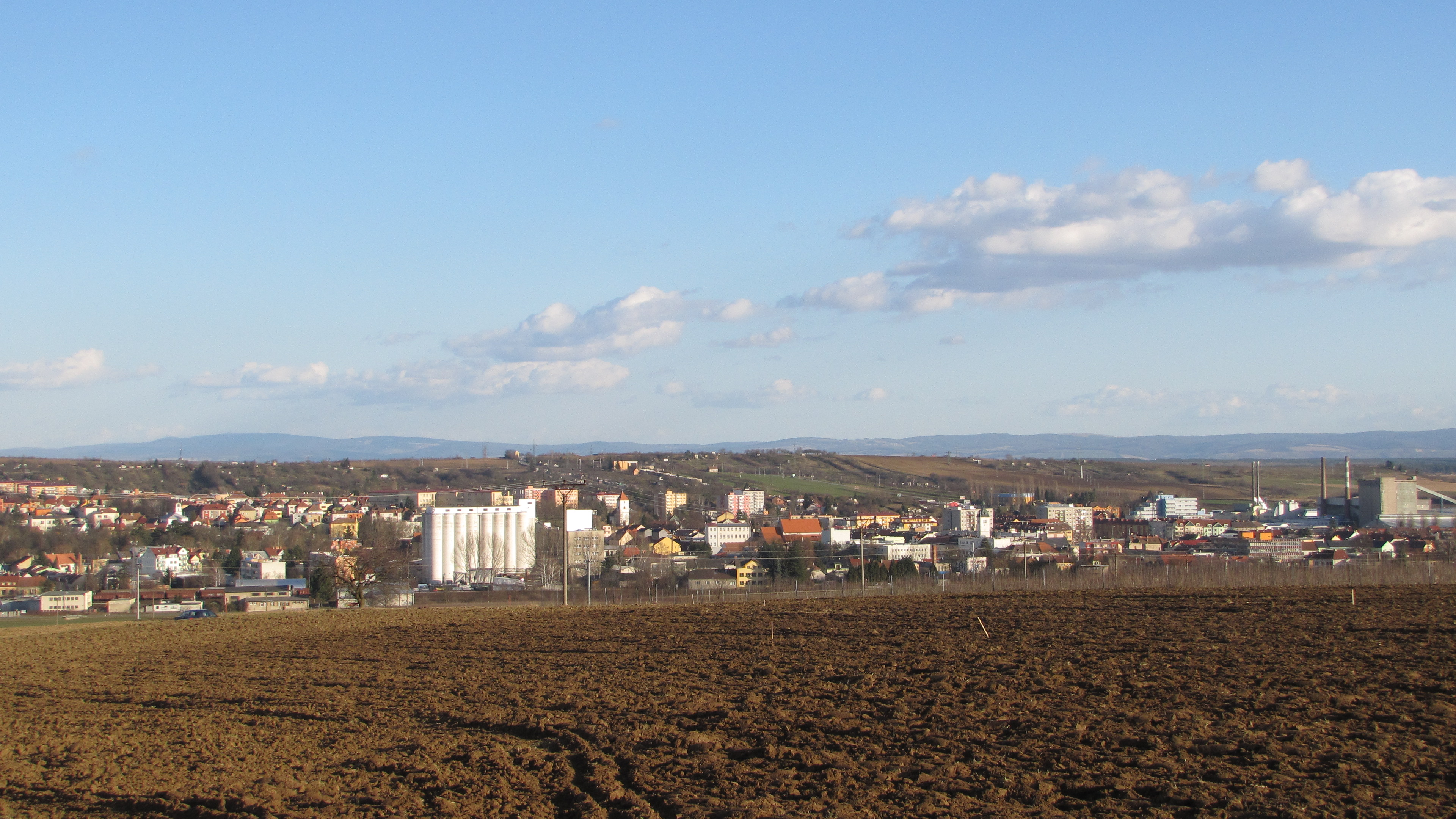
Kyjov od severozápadu, v pozadí hřeben Bílých Karpat

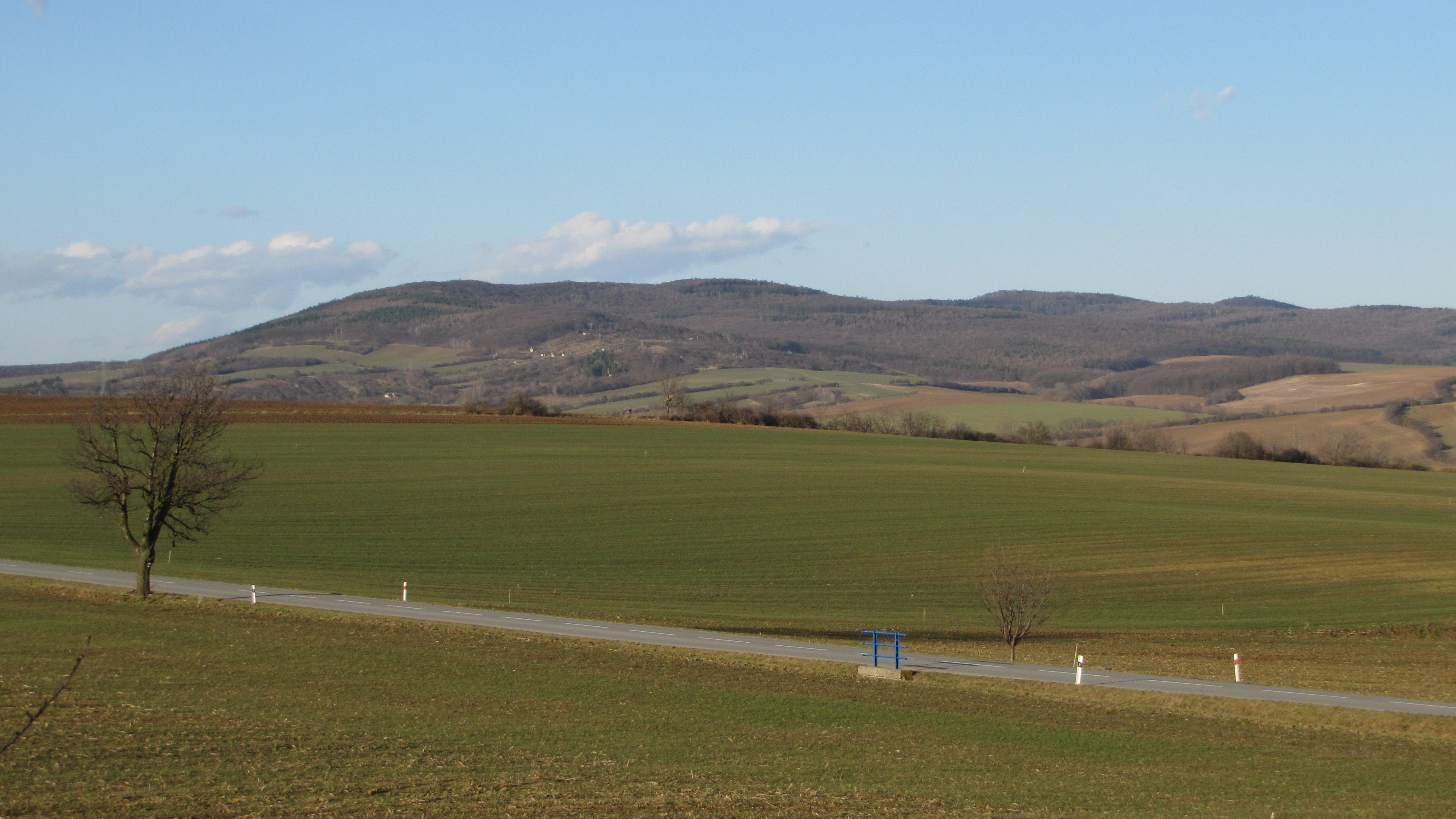
Krajina severně od města – Lenivá hora v Chřibech

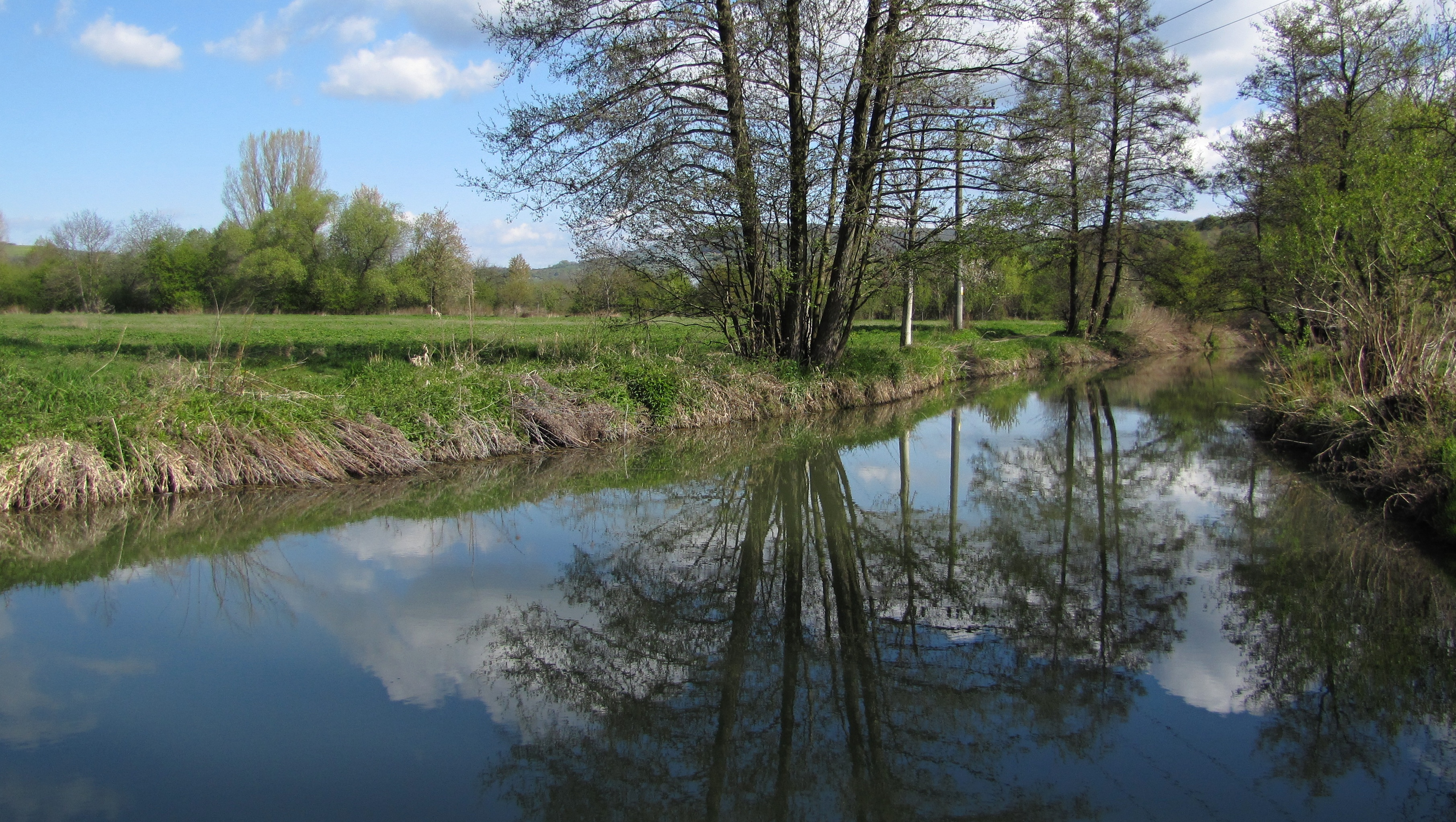
Řeka Kyjovka nad boršovským splavem

Kyjov se nachází v severní části okresu Hodonín, který leží v jihovýchodní části Jihomoravského kraje. Od krajského města Brna je vzdálen 43 km jihovýchodním směrem a 18 km severně od okresního města Hodonín. Jedná se o vinařské město ve vinařské oblasti Morava, podoblasti Slovácké (viniční tratě Kameníky, Lysá hora, Stará hora, Domácí, Polámaný, Choboty). Město se skládá celkem ze čtyř samostatných katastrů, neboť v letech 1946–1980 se k němu od severu postupně připojily tři obce. Katastr původního města má 753,73 ha, místní část a dříve samostatná obec Nětčice (k. ú. Nětčice u Kyjova) 227,98 ha, Boršov (k. ú. Boršov u Kyjova) 334,09 ha a Bohuslavice (k. ú. Bohuslavice u Kyjova) 1671,74 ha, celkem 29,88 km². Město má 13 základních sídelních jednotek a 74 pojmenovaných ulic. V místní části Bohuslavice nejsou ulice pojmenovány.
Severní hranice katastru je zároveň hranicí Jihomoravského a Zlínského kraje, případně hodonínského a kroměřížského okresu. Kyjov zde sousedí s městem Koryčany, resp. místní část Kyjova Bohuslavice sousedí s místní částí Koryčan Jestřabice. Další sousední obce se již nachází v okrese Hodonín a dle směru hodinových ručiček to jsou: Čeložnice, Kostelec, Vlkoš, Skoronice, Svatobořice-Mistřín, Sobůlky, Bukovany, Nechvalín a Mouchnice.
Centrum města leží v údolí řeky Kyjovky na jejím levém břehu ve výšce 190 m n. m. Nejvyšší bod města je chřibský kopec Lenivá hora v části Bohuslavice s výškou 462,7 m n. m. Nejvyšší místo původního Kyjova (katastrálního území Kyjov) je východně od centra ve výšce 257 m n. m. u kaple sv. Rocha a silnice I/54. V nejnižším bodě 183 m n. m., jižně od města, řeka Kyjovka opouští katastr.
Krajina severně od města je kopcovitá, tvoří zde podhůří Chřibů a jednotlivé vesnice zde mají v řádu několik set obyvatel. Území Bohuslavic už z velké části leží v Chřibech. Jižním směrem je terén zvlněný a oblast je intenzivněji zemědělsky využívaná. Obce zde mají okolo 1 000 – 3 500 obyvatel. Z města je severním směrem dobře viditelný hřeben Chřibů s kopcem Bradlo (543 m n. m.), jihovýchodně hřeben Bílých Karpat s horou Velká Javořina (970 m n. m.) a za dobré viditelnosti jihozápadním směrem Pavlovské vrchy (549 m n. m.). 5 km západně od města se nachází nejvyšší kopec Kyjovské pahorkatiny Babí lom (417 m n. m.) s vysílačem Českých radiokomunikací, místními nazývaný Strážovský kopec.

### Vodstvo
Katastrální území patří do povodí Dyje a je součástí úmoří Černého moře. Z údolí mezi Ždánickým lesem a Chřibami protéká městem ze severu na jih řeka Kyjovka. Pramení u chřibské obce Staré Hutě pod vrcholem kopce Vlčák ve výšce 560 m n. m. Kyjov leží na jejím 54. říčním kilometru. V roce 2012 bylo její koryto na území města vyčištěno a zpevněno kamenem. V letech 1953–1958 byla na jejím horním toku vybudována vodní nádrž Koryčany s kapacitou 25 milionů m³ vody, která se stala jedním ze zdrojů pitné vody pro město. Na katastru města má Kyjovka tři levostranné přítoky. Před Bohuslavicemi se do ní vlévá Kratinka, která je dlouhá 6,4 km a pramení v Chřibech pod kopcem Velká Ostrá (532 m n. m.). Pramen upravený pro turisty má název Železňák. Na Kratince byla v Jestřabicích vybudována malá vodní nádrž Trdliště. Na hranicích Bohuslavic a Boršova do Kyjovky vtéká Bohuslavický potok, dlouhý 4,3 km a pramení pod Lenivou Horou v Bohuslavicích. V Nětčicích se pak vlévá potok Malšinka, dlouhý 5,6 km a pramenící v Čeložnicích. Potok Bukovanka a Sobůlský potok tvoří část západní hranice katastru.

### Životní prostředí

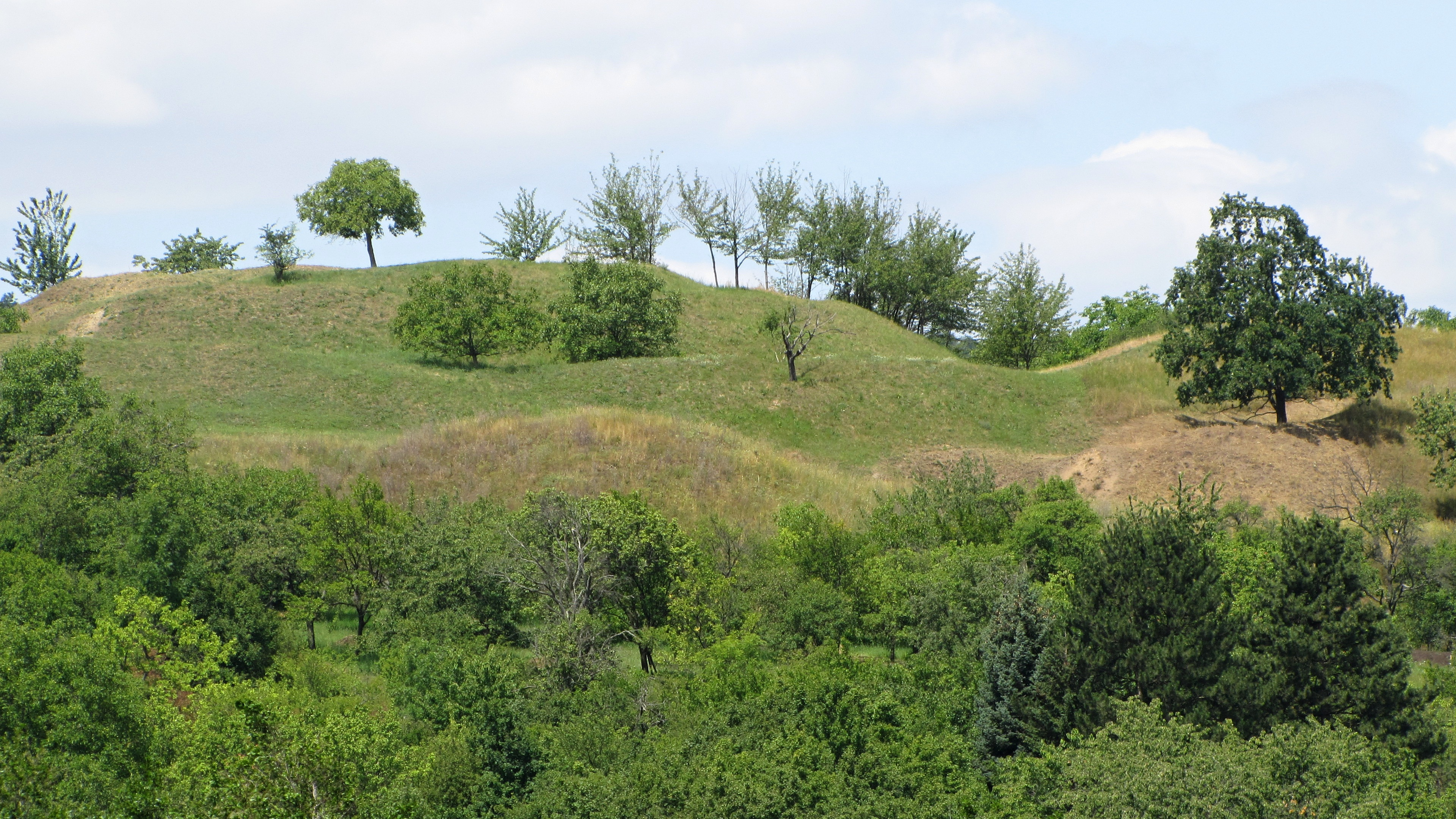
Přírodní památka Bohuslavické stráně

V Bohuslavicích se nachází přírodní památka Bohuslavické stráně. Důvodem k jejímu vyhlášení v roce 1992 byla ochrana teplomilných společenstev. Ve východní části Bohuslavic je od roku 2009 památný strom jeřáb oskeruše (nazývaný Hausnerova oskeruše) a na křižovatce ulic Nádražní a Dobrovského je od roku 2011 chráněna jako památný strom lípa velkolistá. Důležitým odpočinkovým místem je pro obyvatele městský park. Východně od centra s katastrem města u silnice II/422 sousedí malý les Chrast (nazývaný i Chrastí) v nadmořské výšce asi 200–250 m, u kterého začíná cyklostezka vedoucí přes Kelčany, Vlkoš a Skoronice zpět do jižní části Kyjova. Jsou zde tři chráněné lípy malolisté (zvané Kelčanské lípy). V roce 1991 byly Kyjovu vráceny městské lesy o rozloze 631,52 ha v katastrech obcí Moravany a Vřesovice v Chřibech. V lesích je z dřevin nejvíce zastoupen dub (32 %), dále smrk (21 %), buk (15 %), borovice (14 %), modřín (9 %), habr (4 %), bříza (2 %), lípa (1 %) a douglaska (1 %). Mnoho obyvatel má chaty v rekreačních oblastech Kameňák a Zavadilka v katastru obce Moravany, které si zde budovali už v době první republiky. V okolí města se nachází přírodní parky Chřiby a Ždánický les, případně Bzenecká doubrava a Chráněná krajinná oblast Bílé Karpaty.
Lesopark byl vybudován na východním okraji města u silnice do Kostelce v květnu roku 2019. Na svahu o rozloze 2,13 ha bylo vysázeno 194 stromů a 2 587 keřů. U vstupu je zastřešené odpočívadlo se stojany na kola a informačními panely. Vedle odpočívadla je socha moravského knížete Svatopluka, kterou z umělého kamene vytvořil kyjovský rodák David Borovička. Zvažuje se doplnění dalších tří soch zbývajících Mojmírovců. Po obvodu parku je chodník pro procházky a jogging s workoutovými prvky. Na téměř kilometrovém singletrailovém okruhu jsou terénní vlny a klopené zatáčky. Malý okruh je zřízen pro pumptrack. V západní části je discgolfové hřiště. Součástí je i plocha pro výběh psů.
V místní části Boršov vybudovala v roce 2022 kyjovská organizace Českého svazu ochránců přírody naučnou stezku Boršovské louky. Na stezce dlouhé asi 850 metrů jsou tři informační panely o historii území, o ptácích a rostlinách či motýlech, které se zde vyskytují. Je to téměř nedotčená enkláva původní nivní louky mezi intenzivně zemědělsky obdělávanou krajinou. Na ploše asi 9 ha na pravém břehu řeky Kyjovky žije až 60 druhů ptáků, z nichž 48 druhů zde přímo hnízdí. Roste zde okolo 120 druhů rostlin, včetně starých ovocných stromů.

## Samospráva
- Sedmadvacítka nezávislých: 10
- Pro Kyjov: 4
- KDU-ČSL: 2
- Kyjovjáci: 2
- Společně: 2
- ODS: 1

Od roku 2003 je Kyjov obcí s rozšířenou působností, pod kterou patří obce s pověřeným obecním úřadem Bzenec a Ždánice. Do jeho správního obvodu patří 42 okolních obcí s téměř 55 000 obyvateli.
Je členem mikroregionu Babí lom a Sdružení obcí Severovýchod. Náleží do senátního obvodu č. 79 – Hodonín, za který byla v roce 2022 do Senátu zvolena Eva Rajchmanová.
Od 1. poloviny 17. století byl Kyjov součástí Hradišťského kraje a v roce 1850 se stal sídlem okresního hejtmanství. V období Protektorátu v letech 1939–1945 byl sídlem okresu v rámci Zlínského oberlandratu a objevily se zde i snahy o připojení ke Slovenskému státu. Správní reforma v roce 1949 zrušila Hradišťský kraj a kyjovský okres byl začleněn do nově vzniklého Gottwaldovského kraje. Po změně územního členění v roce 1960 se stal Kyjov součástí okresu Hodonín v rámci bývalého i současného Jihomoravského kraje. V letech 1868–1948 zde bylo sídlo soudního okresu.
Zastupitelstvo města má 21 členů. V zastupitelstvu pracují 3 výbory (finanční, kontrolní a pro energetiku). Městská rada má 12 komisí (bytová, prevence kriminality, pro občanské záležitosti, spolková, pro zahraniční vztahy, výstavby a urbanismu, životního prostředí, kulturní, pro podporu podnikání a zaměstnanost, sociální a zdravotní, sportovní, školská).
Voleb do zastupitelstva v říjnu 2022 se účastnilo 46,86 % voličů ve 12 volebních okrscích. Zvítězilo místní uskupení Sedmadvacítka nezávislých, které získalo 46,38 % hlasů a 10 mandátů v zastupitelstvu, dále sdružení Pro Kyjov (17,53 %, 4 mandáty), KDU-ČSL (10,27 %, 2 mandáty), sdružení Kyjovjáci (9,21 %, 2 mandáty), sdružení Společně (9,13 %, 2 mandáty) a ODS (7,49 %, 1 mandát). Městskou radu sestavila koalice Sedmadvacítky nezávislých a ODS. Starostou byl znovu zvolen František Lukl a prvním místostarostou Daniel Čmelík za Sedmadvacítku nezávislých. Druhým místostarostou byl zvolen Kamil Filípek za ODS.

### Dřívější volby
Ve volbách v roce 1994 se do třiadvacetičlenného zastupitelstva dostalo 9 subjektů: Českomoravská strana středu s nezávislými kandidáty získala 5 mandátů, KSČM 5 mandátů, ODS 4 mandáty, KDU-ČSL 3 mandáty, KDS 2 mandáty a po jednom obdržely ČSSD, SPR-RSČ, DEU a nezávislí a Liberální strana národně sociální s nezávislými. Po volbách roku 1998 v zastupitelstvu klesl počet subjektů na šest: Sdružení nezávislých kandidátů 7 mandátů, KSČM 4 mandáty, ODS 4 mandáty, KDU-ČSL 3 mandáty, ČSSD 3 mandáty a Unie svobody 2 mandáty. Při volbách v roce 2002 se do zastupitelstva volilo již 27 zastupitelů a nejúspěšnější bylo uskupení Sedmadvacítka nezávislých se 7 mandáty, dále KSČM 5 mandátů, koalice KDU-ČSL a US-DEU 4 mandáty, ČSSD 4 mandáty, ODS 3 mandáty, Sdružení nezávislých kandidátů 3 mandáty a nezávislí kandidáti Skauti a skautky Kyjova 1 mandát. Šest subjektů se do zastupitelstva dostalo po volbách v roce 2006: Sedmadvacítka nezávislých 11 mandátů, KSČM 4 mandáty, ODS 4 mandáty, KDU-ČSL 3 mandáty, ČSSD 3 mandáty a Sdružení občanů Kyjova 2 mandáty. V roce 2010 ve volbách obdrželo uskupení Sedmadvacítka nezávislých 11 mandátů, ČSSD 5 mandátů, KSČM 4 mandáty, ODS 3 mandáty, KDU-ČSL 3 mandáty a SPOZ 1 mandát. Ve volbách roku 2014 získala Sedmadvacítka nezávislých 12 mandátů, ČSSD, KDU-ČSL a KSČM po 3 mandátech, ODS, ANO 2011 a Sdružení nestraníků po 2 mandátech. Po volbách v roce 2018 bylo v zastupitelstvu 6 stran či uskupení: Sedmadvacítka nezávislých obdržela 44,25 % hlasů a 13 mandátů, sdružení Pro Kyjov (20,14 %, 6 mandátů), KDU-ČSL (9,17 %, 2 mandáty), ODS (7,52 %, 2 mandáty), KSČM (7,41 %, 2 mandáty) a ANO 2011 (6,64 %, 2 mandáty).

## Obyvatelstvo
| Rok  | Počet obyvatel | Počet domů |
| ---- | -------------- | ---------- |
| 1771 | 450            | -          |
| 1869 | 5 185          | 801        |
| 1880 | 5 564          | 833        |
| 1890 | 6 079          | 874        |
| 1900 | 6 819          | 932        |
| 1910 | 7 397          | 1079       |
| 1921 | 7 265          | 1 225      |
| 1930 | 7 299          | 1 455      |
| 1950 | 7 644          | 1 706      |
| 1961 | 9 081          | 1 755      |
| 1970 | 10 792         | 1 844      |
| 1980 | 12 632         | 1 903      |
| 1991 | 12 920         | 2 135      |
| 2001 | 12 413         | 2 229      |
| 2011 | 11 462         | 2 300      |
| 2021 | 11 002         | 2 341      |

V roce 2023 žilo v Kyjově 10 799 obyvatel, z toho 5 527 (51,2 %) žen. Průměrný věk byl 46,4 let. Město tak bylo 9. největším městem v Jihomoravském kraji. Žilo zde 7,1 % obyvatel okresu Hodonín a 0,9 % obyvatel Jihomoravského kraje. 
Podle sčítání lidu v roce 2021 bylo 6 % obyvatel nezaměstnaných. Do města za zaměstnáním přijíždělo 4 841 osob. 
V roce 2021 se 6 050 (55 %) obyvatel Kyjova hlásilo k české národnosti, 2 692 (24,5 %) k moravské, 97 (0,9 %) ke slovenské. K ukrajinské národnosti se přihlásilo 21 občanů, vietnamské 17, romské 6, slezské 6, německé 3, polské 2 a ruské 2.
Dle sčítání lidu v roce 2011 v místní části Kyjov žilo 8 326 (72,6 %) obyvatel, v Nětčicích 1 807 (15,8 %), v Boršově 683 (6 %) a v Bohuslavicích 646 (5,6 %). Kyjovští Židé měli vlastní politickou obec, která byla 31. srpna 1919 sloučena s obcí Kyjov. 
Ve 40. letech 20. století z města zmizela početná židovská i německá menšina. S budováním průmyslu a městských sídlišť po druhé světové válce se do města postupně stěhovalo obyvatelstvo z okolního venkova. V roce 2021 bylo ve městě 2 341 domů, z toho 1 992 rodinných. Bytů bylo 5 407, z toho 4 511 obydlených. V posledních desetiletích počet obyvatel stále klesá. 

### Struktura populace

Věková struktura obyvatel obce Kyjov roku 2011
Rodinný stav obyvatel obce Kyjov roku 2011
Vzdělání obyvatel obce Kyjov roku 2011

### Náboženství

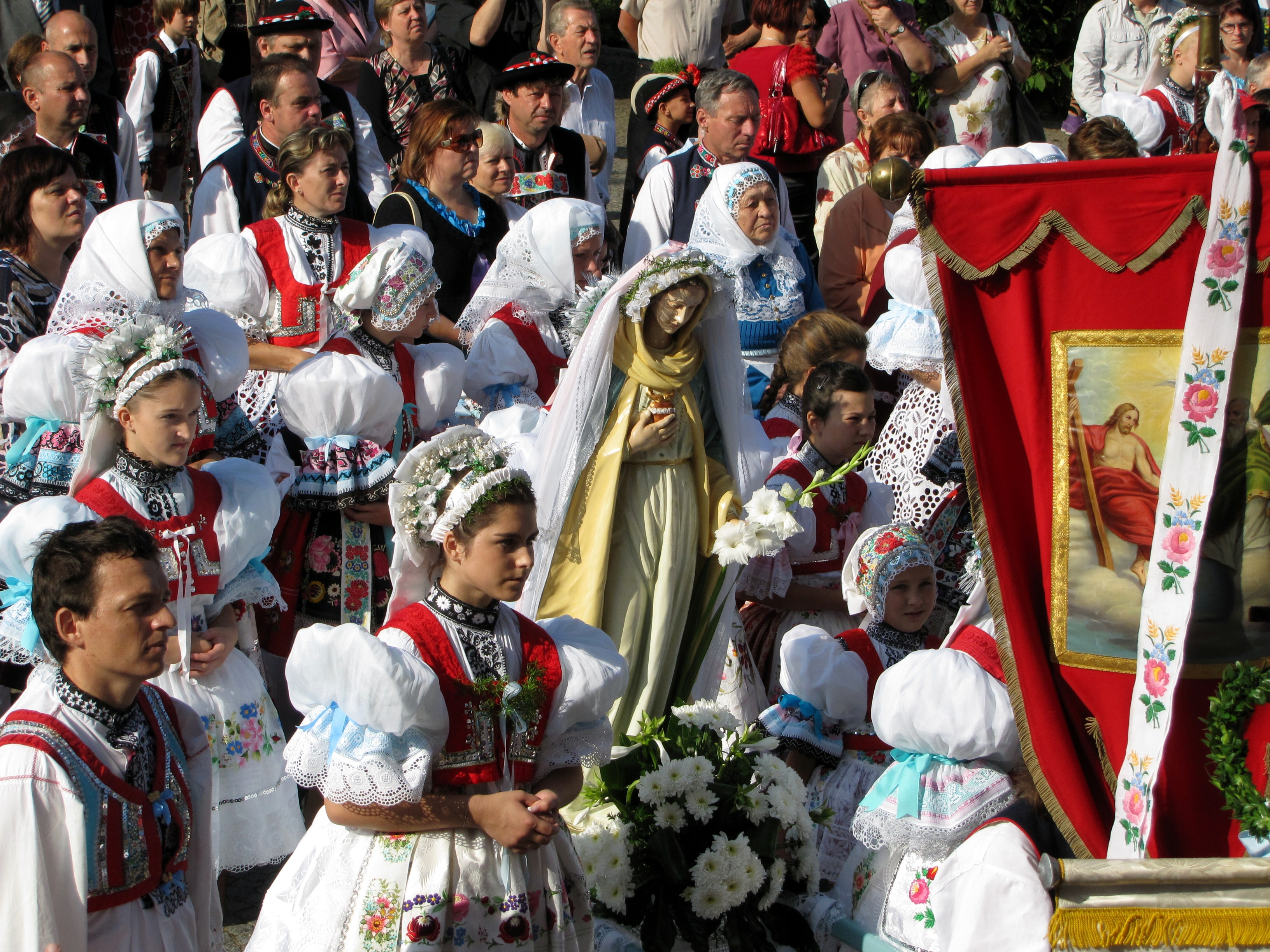
Mariánská pouť – věřící před kostelem Nanebevzetí Panny Marie 14. srpna 2011

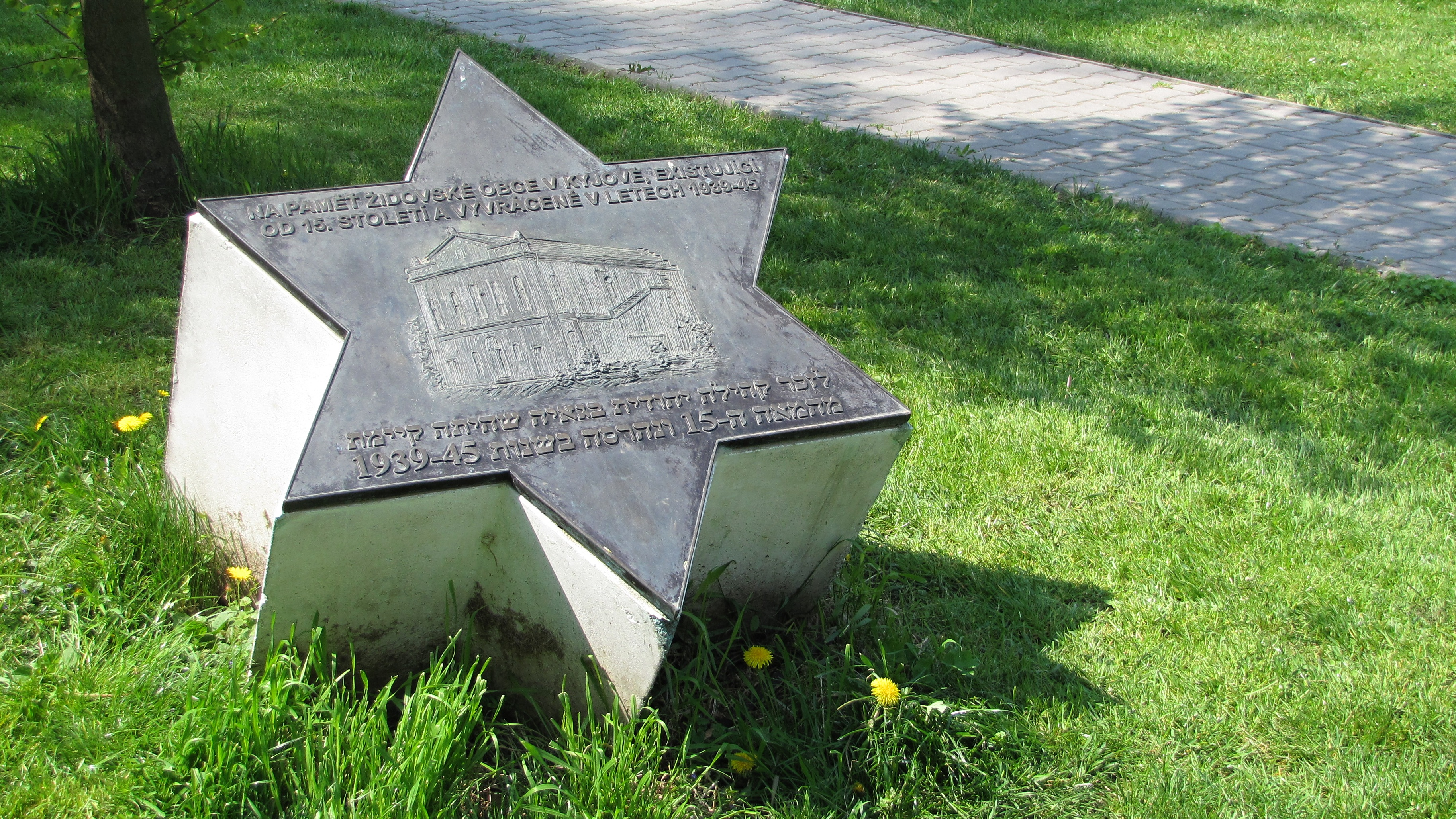
Pomník kyjovské židovské obce

V roce 2021 se 3 757 (34,1 %) obyvatel Kyjova označilo za věřící. Bez náboženské víry bylo 4 189 (38 %) obyvatel a 3 056 (27,8 %) na otázku víry neodpovědělo. K římskokatolické církvi se přihlásilo 1 711 (15,5 %) obyvatel, k Českobratrské církvi evangelické 31, k Církvi československé husitské 30, k Církvi bratrské 28, ke Svědkům Jehovovým 22, k Jedi 20, k Církvi adventistů sedmého dne 13 obyvatel.
Kyjov je sídlem kyjovského děkanátu, který patří do olomoucké arcidiecéze. V děkanátu je 12 farností a v roce 2023 byl děkanem kyjovský farář Pavel Stuška. Děkanský kostel Nanebevzetí Panny Marie a svatého Cyrila a Metoděje stojí na Masarykově náměstí. Mimo něj jsou ve městě ještě kaple sv. Josefa, sv. Josefa Kalasanského, sv. Rocha, kaple v Nětčicích, morový sloup na náměstí, sochy sv. Jana Nepomuckého a sv. Václava a několik křížů. Do kyjovské farnosti patří i sousední obce Sobůlky s kaplí Panny Marie Nejsvětějšího srdce a Bukovany s kaplí Jana Pavla II. Bohuslavice s kostelem sv. Filipa a Jakuba jsou samostatná farnost v rámci hodonínského děkanství a brněnské diecéze. Farnost spravuje jako administrátor excurrendo farář Pavel Stuška.
Na Masarykově náměstí se 5. července 2021 konala slavnostní primiční mše svatá, jíž se v televizním přímém přenosu TV Noe zúčastnilo okolo 10 000 věřících a příbuzných novosvěcených kněží.

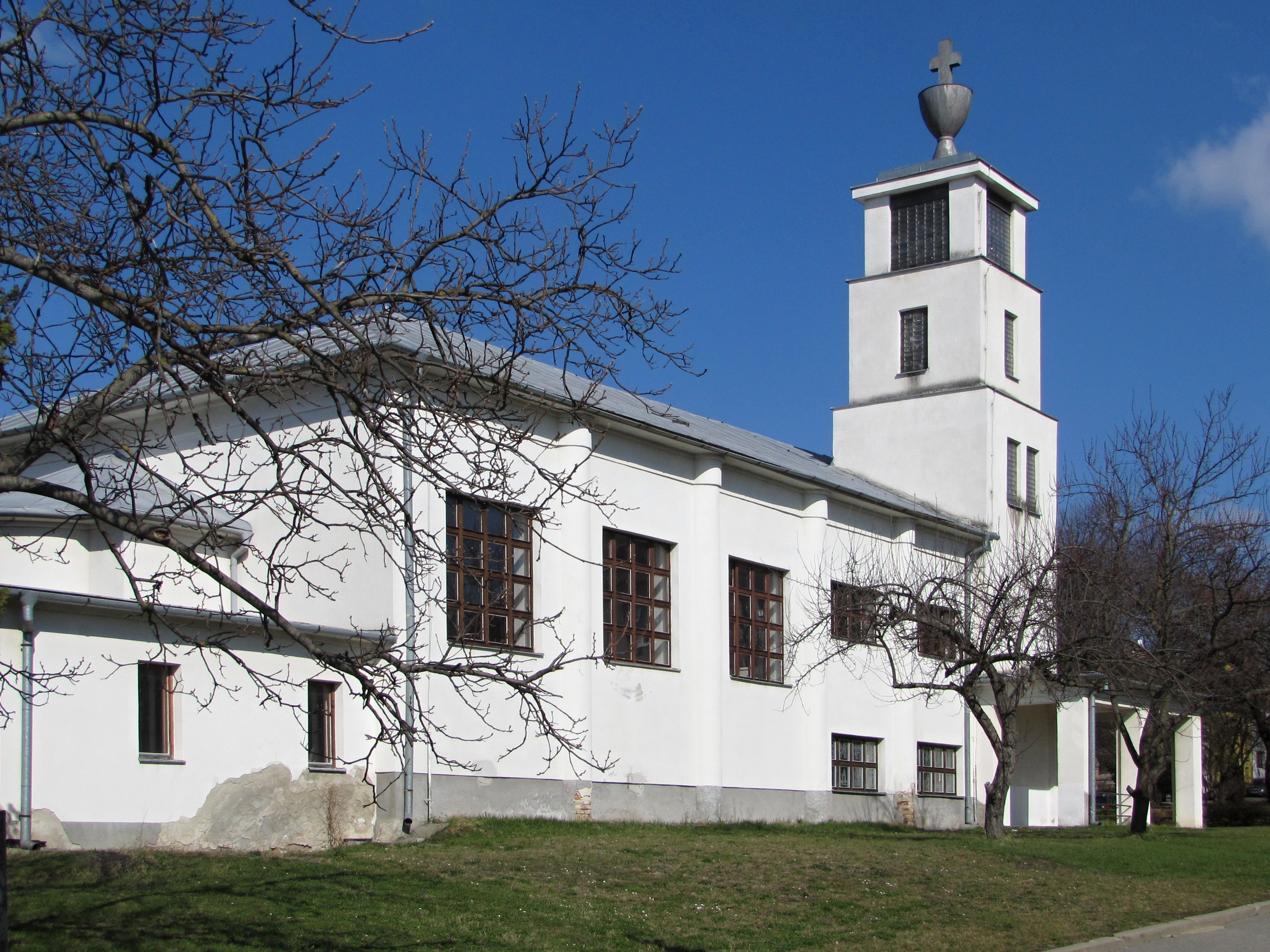
Kostel Církve československé husitské

Modlitebna Českobratrské církve evangelické se nachází na Dobrovského ulici. Od roku 1921 zde byla kazatelská stanice, ze které v roce 1946 vznikl samostatný sbor. Sbor s kazatelskými stanicemi ve Bzenci a Veselí nad Moravou a patří do Východomoravského seniorátu. Farářem je Emil Hankovský. Církev bratrská měla modlitebnu na Urbanově ulici. V roce 2023 byl kazatelem Ondřej Vavrečka.
Církev československá husitská měla kostel na Seifertově náměstí. Zdejší sbor patřil do vikariátu Východní Morava brněnské diecéze. V roce 2023 zde byl farář Michal Devečka. Adventisté sedmého dne měli sídlo sboru na Svatoborské ulici a Svědkové Jehovovi si kolem roku 2005 postavili Sál království na Boršovské ulici. Nově zde působila Apoštolská církev, jejíž členové se scházeli v Obecním domě na Nětčické ulici a jejich mateřský sbor byl v Hodoníně.
Židovská obec byla ve městě od roku 1603. V roce 1607 si poblíž radnice postavila městskou synagogu a v letech 1851–1852 si pak na stejném místě vybudovala synagogu novou. V roce 1715 bylo v Kyjově 18 židovských rodin a roku 1787 jich bylo 74. V lednu 1943 byli kyjovští Židé během holocaustu transportováni do Terezína a následně do Osvětimi. Synagoga byla zbourána v roce 1962. V roce 2002 byl na jejím místě u kulturního domu postaven pomník ve tvaru Davidovy hvězdy. Pomník podle návrhu brněnského architekta Jaroslava Klenovského vytvořil sochař Nikos Armutidis. Židovský hřbitov z roku 1888 v areálu dnešní nemocnice také zanikl. Připomínal jej zde pomník s 205 jmény Židů, kteří druhou světovou válku nepřežili. V červnu 2021 nechalo město pomník přemístit na sídliště Lidická, kde byl dříve starý židovský hřbitov ze 17. století. Tento starší hřbitov od roku 2014 připomíná další malý pomník na stejném místě. Před domy č. 16 na Masarykově náměstí a č. 217 na Jungmannově ulici připomínají židovské obyvatele kameny zmizelých (tzv. Stolpersteine). V Židovském muzeu v Praze se dochovala protokolární kniha kyjovské židovské obce (tzv. pinkas) z let 1654–1854.

## Kultura
Kulturní život ve městě se koncem 19. století odehrával hlavně v městských spolcích, které se členily na české a německé. Spolky se scházely především v hostincích – české v hotelu Michálek, od roku 1874 i na Občanské Záložně (dnes pošta). V roce 1871 vznikla v Kyjově tělocvičná jednota Sokol a po vybudování sokolovny v roce 1926 se divadelní představení, přednášky a další akce odehrávaly i tam. Němci podobně využívali hotel U černého orla (v roce 1919 přejmenován na Slavii). Záložna a sokolovna byly centrem kultury až do roku 1973, kdy byl na náměstí postaven Dům kultury.

### Folklor
Významnou součástí kultury ve městě je folklór, reprezentovaný především národopisnou slavností Slovácký rok, která se poprvé konala v roce 1921 a od roku 1971 je pořádána každé čtyři roky. V ostatních letech probíhají v polovině srpna Kyjovské letní slavnosti spojené s dožínkami a mariánskou poutí. Vždy v listopadu jsou tradiční Martinské hody. Během roku se uskuteční několik dalších pravidelných folklorních akcí – fašank, Velikonoční beseda u cimbálu s koštem vín, stavění a kácení máje, Kateřinská zástěrková zábava, Vánoční beseda u cimbálu aj.
V roce 1942 vznikl ve městě Slovácký krúžek, který dodnes působí pod názvem Slovácký soubor Kyjov. Od roku 1947 zde hraje Cimbálová muzika Jury Petrů, od roku 1991 Cimbálová muzika Javor a od roku 1998 Cimbálová muzika Pavla Růžičky. Od 60. let 20. století je zde mužský pěvecký sbor, později i ženský. V roce 1997 vznikl pěvecký sbor Tetky z Kyjova a pak další Tragačnice. V roce 1976 v rámci Slováckého souboru vznikl dodnes působící Dětský národopisný soubor Kyjovánek a v rámci Kyjovánku pak roku 2003 dětská Cimbálová muzika Friška. Dechová hudba Gloria ve městě působí od roku 1994.
Součástí folklorní tradice je i kyjovský kroj.

### Muzea

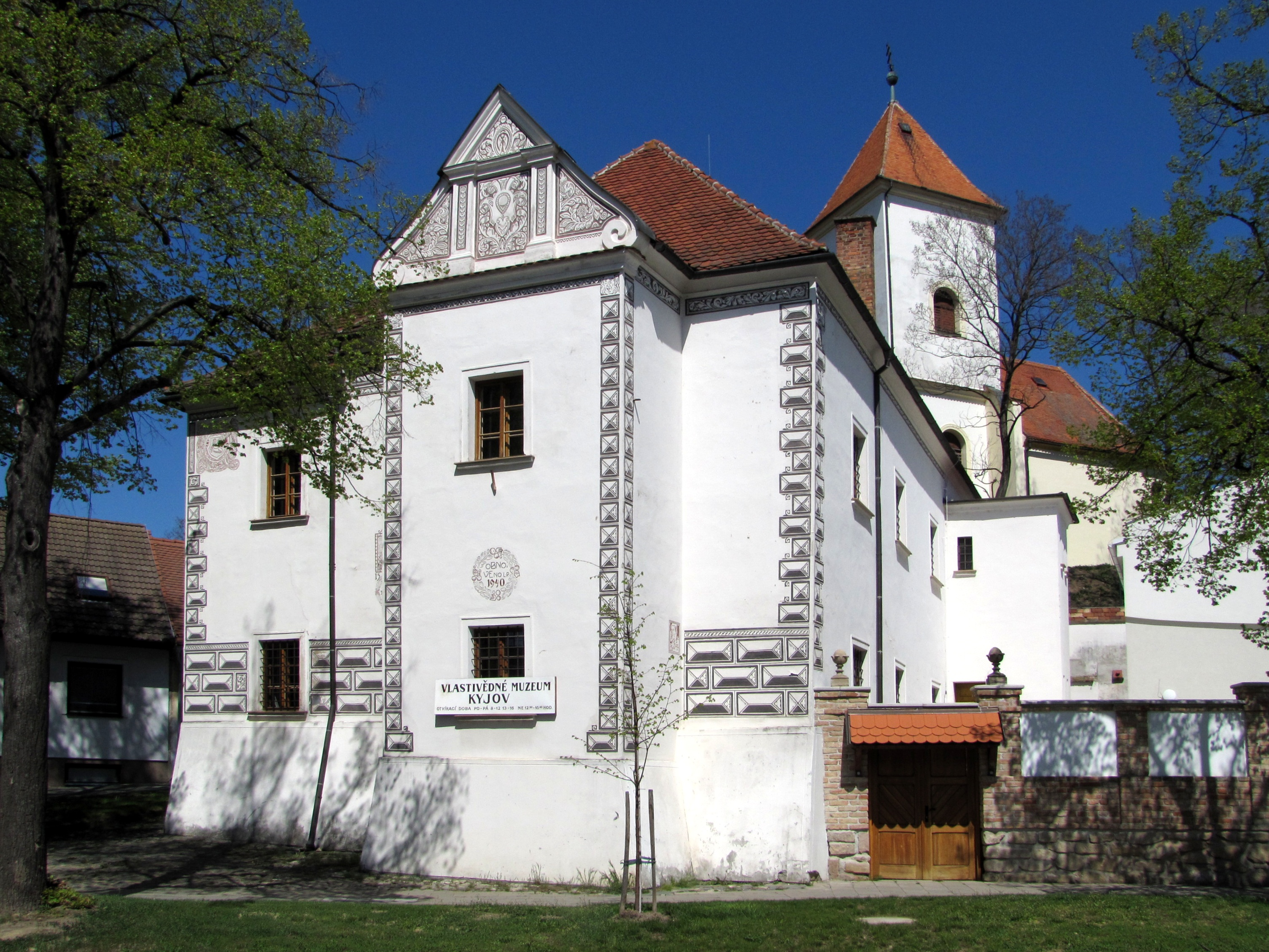
Vlastivědné muzeum v budově zámečku

Vlastivědné muzeum Kyjov sídlí v budově zámečku z poloviny 16. století na Palackého ulici, nejstarší budově ve městě. Kromě častých tematických výstav má stálou archeologickou, etnografickou a přírodovědnou expozici. Ve sbírkách je přes 40 000 předmětů. Součástí muzea je i knihovna, jejímž základem byla někdejší knihovna kyjovského piaristického gymnázia. Dnes obsahuje přes 15 000 svazků, z toho téměř 1 400 starých tisků. Nejstarší tisky pochází z 15.–18. století.
V roce 1904 byl pověřen profesor kyjovského gymnázia Jan Kučera uspořádáním městského archivu. Sbírka byla umístěna na městském úřadu, ale v roce 1911 vzhledem k jejímu růstu byla přemístěna do chudobince Dominika Jurovského (dnes Základní umělecká škola). Roku 1913 byl Jan Kučera jmenován správcem muzea i archivu. V roce 1926 se správcem muzea stal profesor Ludvík Kalus a během dvou let se mu podařilo sbírky přemístit do budovy zámečku. Jako správce zde působil do roku 1955 a poté jako vedoucí muzejní knihovny a konzervátor. Od roku 1964 je muzeum pobočkou Okresního muzea v Hodoníně, dnes Masarykova muzea v Hodoníně. V roce 2010 získalo novou přístavbu, kde jsou umístěny depozitáře, konzervátorská dílna, knihovna a pracovny odborných pracovníků a také víceúčelový sál pro přednášky a jiné akce. Na léta 2017–2018 je plánována rekonstrukce s bezbariérovým vstupem, modernizace expozic a především nová expozice, věnující se langobardskému osídlení na území Kyjova v 6. století. Trvale budou vystaveny faksimile listin a prezentována historie města, jeho spolky a školství. V roce 2015 mělo muzeum okolo 4 000 návštěvníků.
Muzeum Stavědlo vzniklo v roce 2012 v nevyužívané budově u železničního přejezdu v Nětčicích v Komenského ulici. Stálá expozice se věnuje nádraží v Kyjově, nejbližším stanicím na Vlárské dráze a regionálním tratím Kyjovska. Vystaven je model železnice v měřítku H0. Muzeum se otevírá zpravidla první sobotu v měsíci nebo po dohodě.

### Knihovna
Čtenářský spolek v Kyjově byl založen 8. prosince 1864 a roku 1881 otevřel vlastní knihovnu. Dne 28. srpna 1881 se také v hotelu Michálek hrálo ve městě první české divadelní představení, jehož výtěžek šel na podporu místního čtenářského spolku. Spolek nejdříve sídlil na náměstí v domě č. 11, po vybudování Záložny (dnes pošta) se přesunul sem. V roce 1956 se knihovna přestěhovala do přízemí bývalého hotelu Michálek (Komenského 49) a 2. září 1988 získala vlastní novou budovu na Komenského ulici. V roce 2017 byl při celkové rekonstrukci vybudován výtah a budova je tak bezbariérová.
V roce 2020 vlastnila přes 47 800 svazků, které si půjčovalo přes 1 700 registrovaných čtenářů. Má oddělení pro dospělé, pro děti a dorost, čítárnu a pobočku v místní části Bohuslavice. V budově je také zázemí Sjednocené organizace nevidomých a slabozrakých, jejichž knihovna obsahuje knihy v brailleově písmu a mohou zprostředkovat zapůjčení audioknih z Knihovny K. E. Macana. 
V knihovně je zdarma k dispozici počítač s internetem a připojení Wi-Fi. Katalog knih je zpracován v knihovním systému Koha a je přístupný on-line. Přednáškový sál má kapacitu 62 míst.

### Galerie
Jako první galerie ve městě vznikla v roce 1991 Galerie Doma ve Svatoborské ulici v rodinném domě manželů Ježových. Městským úřadem je od roku 2002 spravována Radniční galerie v přístavbě radnice. V bývalém mlýně v Bohuslavicích v roce 2006 vznikl prostor pro výstavy, setkávání, obchod s drobnými řemeslnými výrobky, divadlo a podobné akce nazvaný Art mlýn Bohuslavice. Koná se v něm divadelní festival Mezi smrky. Od roku 2006 pořádá výstavy Galerie ve škole na základní škole J. A. Komenského na Seifertově náměstí. Nejmladší je ve městě Galerie Čajovna v prostorách Domu kultury. V roce 2009 vznikla jako kombinace čajovny, galerie a prodejny.

### Kina
První kino ve městě s názvem Urania bylo v tehdejším hotelu Michálek, dnes naproti pošty, do kterého se vcházelo z Dobrovského ulice. (Později byl prostor využit pro loutkové divadlo.) V roce 1926 bylo přemístěno do nově postavené sokolovny a roku 1948 přejmenováno na Kino Svět. 24. října 1931 zde byl poprvé promítán zvukový film – On a jeho sestra režiséra Martina Friče. Druhé kino bylo zřízeno v Lidovém domě, od roku 1948 nazývané Kino Oko. V roce 1970 bylo rekonstruováno a zřízeno zde současné kino Panorama. V roce 1960 bylo vybudováno letní kino v sousedství městského parku s kapacitou 2 000 míst a dodnes slouží k promítání, koncertům a jiným společenským akcím. Po výstavbě Domu kultury byl jeho divadelní sál používán i k promítání filmů, což bylo označováno jako Kino Odborů. Asi na konci 80. let však bylo zrušeno.
Kino Panorama s kapacitou 424 míst bylo otevřeno 20. listopadu 1970 promítáním sovětského velkofilmu Sergeje Bondarčuka Vojna a mír. Vzhledem k možnostem promítat zde širokoúhlé 70 mm filmy (odtud název kina), stalo se jedním z nejmodernějších v kraji. Je členem organizace Europa Cinemas, sítě evropských kin zaměřených na evropský film. V roce 2008 se pro nízkou návštěvnost uvažovalo o jeho přemístění do Domu kultury, ale o dva roky později bylo rozhodnuto o dalším provozu a provedena digitalizace. Je v něm možné promítat ve formátu 3D. V roce 2015 kino navštívilo navštívilo 20 602 diváků. V roce 2016 proběhla rekonstrukce kina, při níž byly instalovány nové větší sedačky. Kapacita kina tak klesla na 265 míst.

### Kulturní dům

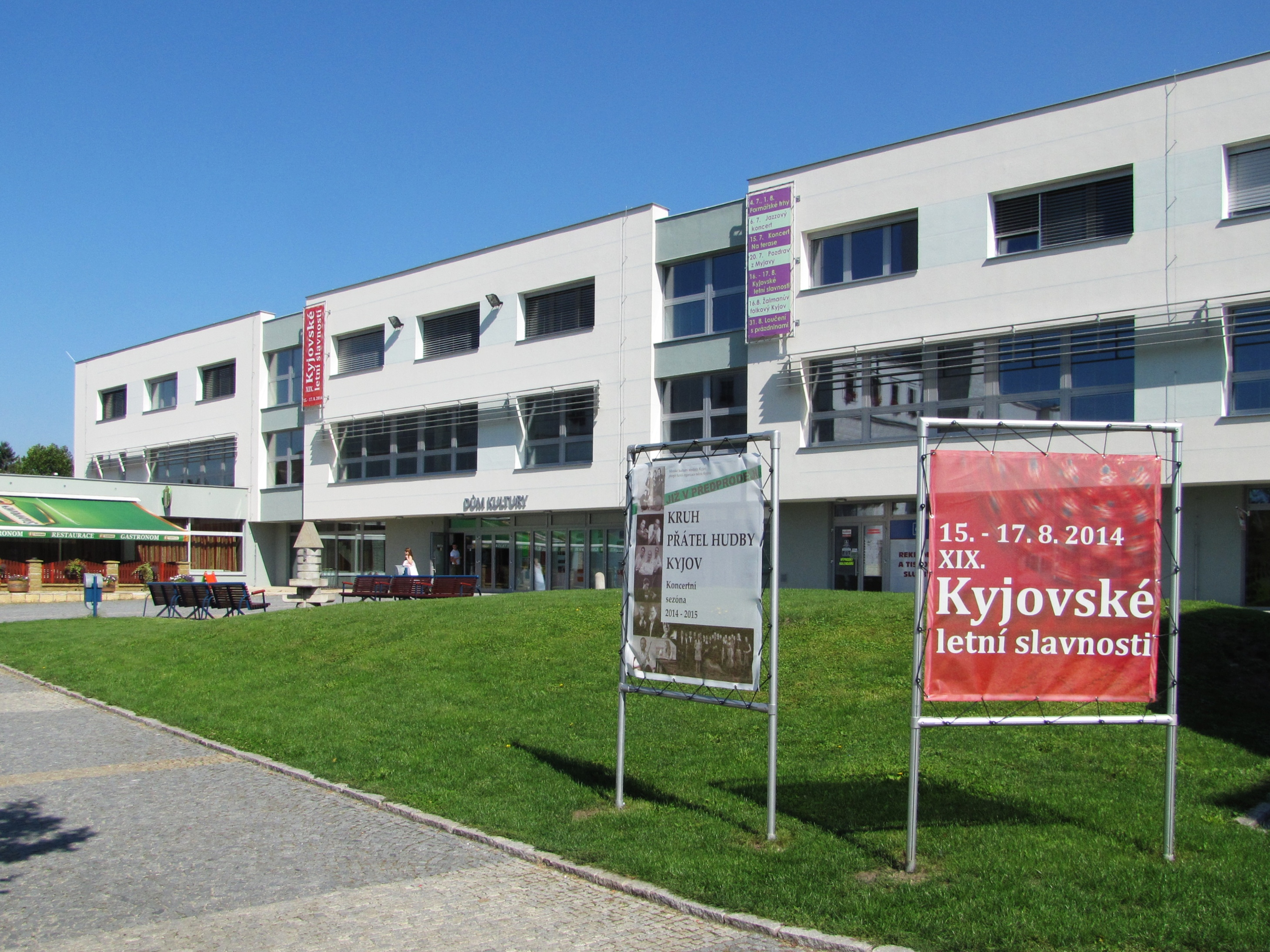
Kulturní dům

Na místě bývalé synagogy, v těsné blízkosti radnice, byl v roce 1973 postaven Kulturní dům. Otevřen byl 17. listopadu divadelní hrou Strakonický dudák. V Domě kultury je divadelní sál s kapacitou 334 míst, estrádní sál (400–500 míst), loutkový sál, výstavní prostory a restaurace. Dnes zde sídlí i Galerie Čajovna. V roce 2013 byl celý dům rekonstruován.

### Ostatní
V Kyjově působí Kruh přátel hudby. Od roku 1996 se ve městě pravidelně koná mezinárodní hudební festival Concentus Moraviae a od stejného roku vždy v srpnu probíhá v letním kině Žalmanův folkový Kyjov. Působí zde i dětský pěvecký sbor Modráčci (v roce 1981 založil učitel Eduard Cvrkal), country kapela Návrat a od roku 2007 hudební skupina Helemese. Pobočky České křesťanské akademie a Moravsko-slezské křesťanské akademie jsou zaměřeny především na přednáškovou činnost. V roce 1957 byla astronomickým kroužkem u silnice do Vlkoše vybudována hvězdárna, ale v 70. letech byla zbourána, aby byl získán prostor pro výstavbu garáží. Městem jsou každý měsíc vydávány Kyjovské noviny, které občané dostávají zdarma. V roce 2018 vycházely v nákladu 5 500 ks. Dění ve městě mapuje i Televize Slovácko.

## Školství

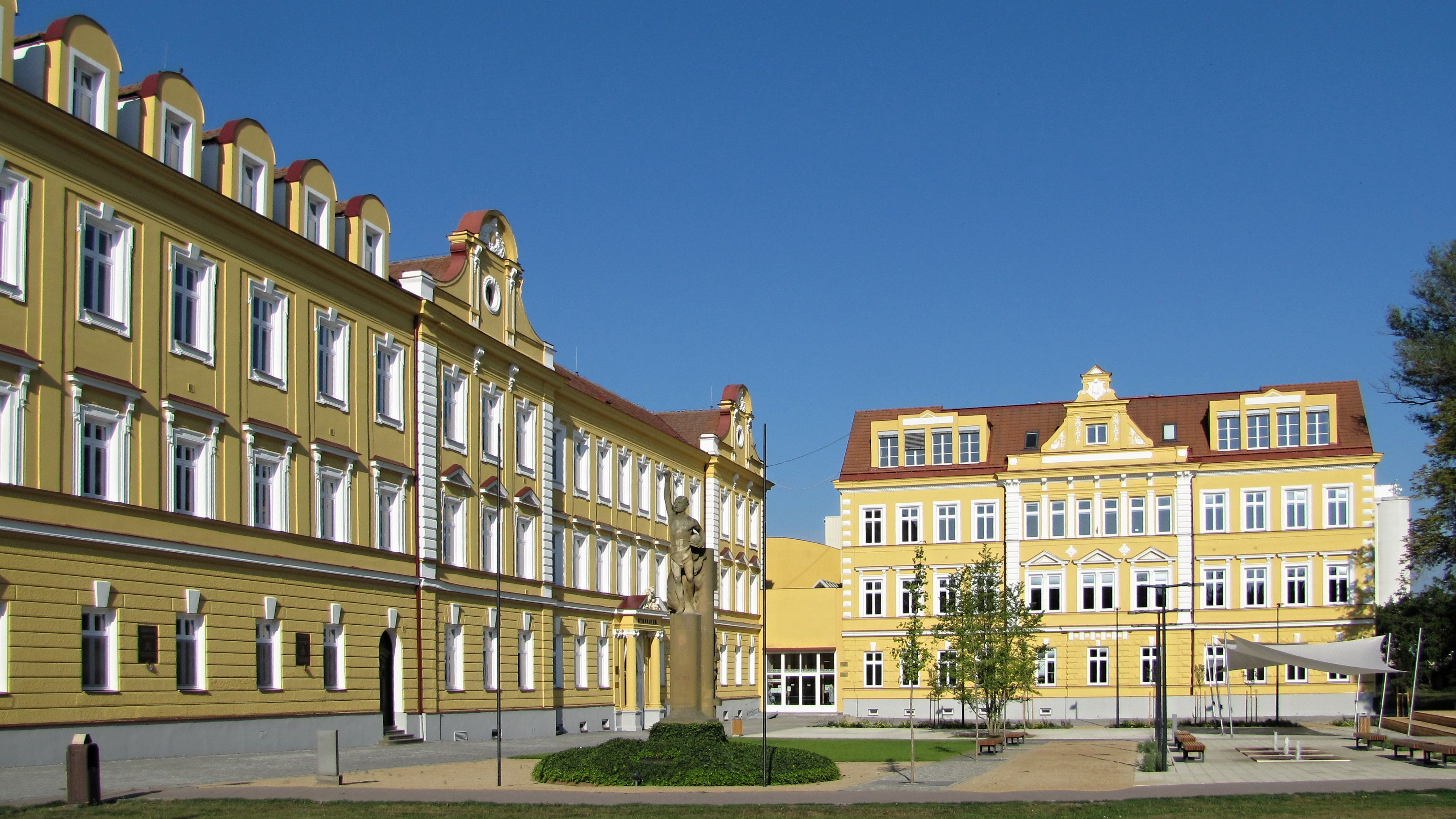
Klvaňovo gymnázium

V roce 2018 bylo ve městě 14 školských zařízení. Z těch je 9 příspěvkovými organizacemi města a 5 Jihomoravského kraje. Střední školy a učiliště navštěvovalo v roce 2017 téměř 1 400 žáků z Kyjova a okolních obcí.
- Klvaňovo gymnázium a střední zdravotnická škola Kyjov. Gymnázium vzniklo v roce 1898 z bývalého piaristického gymnázia z 18. století. V roce 2012 byla ke gymnáziu přičleněna Střední zdravotnická škola, která ve městě působila od roku 1949. V roce 2017 studovalo na gymnáziu 503 žáků a na Střední zdravotnické škole 204 žáků.
- Střední odborné učiliště Kyjov – Havlíčkova vzniklo v roce 2004 sloučením tří starších učňovských zařízení, která byla v Kyjově několik desítek let. V roce 2016 zde studovalo 457 žáků.
- Střední odborná škola a Střední učiliště automobilní Kyjov. Původně vznikla v roce 1967 pod názvem Učňovské středisko při ČSAD Kyjov. V roce 2016 zde studovalo 225 žáků.
- Základní škola J. A. Komenského sídlí ve dvou budovách. Učebny 1. stupně jsou v budově na Seifertově náměstí a 2. stupeň je na ulici Újezd. V roce 2017 zde studovalo 814 žáků.
- Základní škola a mateřská škola Dr. Joklíka vznikla v roce 1982 jako poslední základní škola ve městě na sídlišti U Vodojemu (dříve V. I. Lenina). V roce 2009 byla sloučena s mateřskou školou. V roce 2016 navštěvovalo základní školu 433 žáků a mateřskou 75 dětí.
- Základní škola a mateřská škola Kyjov-Bohuslavice. Škola v dříve samostatných Bohuslavicích působila nejpozději od roku 1878. V roce 1994 byla spojena s mateřskou školou. Malotřídní škola se dvěma třídami poskytuje výuku pro žáky 1.–5. stupně. V roce 2017 navštěvovalo základní školu 34 žáků a mateřskou 25 dětí.
- Mateřská škola a Základní škola, Kyjov, Školní 3208. Škola vznikla v roce 1954 jako speciální zařízení pro nedoslýchavé děti. V roce 2017 základní škola vyučovala 96 dětí, mateřská 12. Součástí školy je internát, který využívalo 35 dětí.
- Mateřská škola a Základní škola, Kyjov, Za Humny 3304. Škola vznikla v roce 1966 se sídlem na Husově ulici a roku 1995 se přestěhovala co místní části Boršov. Věnuje se výchově a vzdělávání dětí se specifickými vzdělávacími potřebami, se zaměřením na žáky s mentálním postižením.
- Základní umělecká škola Kyjov byla ve městě založena v roce 1953. Žáci studují obory hudební, taneční, výtvarný a dramatický. Od roku 1962 sídlí v budově bývalého chudobince na Jungmannově ulici. V roce 2016 školu navštěvovalo 704 žáků.
- Mateřská škola Boršovská byla zřízena v roce 1980 Sklárnou Moravia pro své zaměstnance. Od roku 1992 je zřizovatelem školy Město Kyjov.
- Mateřská škola Nádražní
- Mateřská škola Střed na sídlišti Mezi Mlaty se 4 třídami a kapacitou 104 dětí.
- Mateřská škola Za Stadionem vznikla v nové sídlištní zástavbě v roce 1964. Tři třídy mají celkovou kapacitu 75 dětí.
- Dům dětí a mládeže Kyjov zajišťuje volnočasové aktivity dětí. Provozuje také rekreační středisko v Hutisku-Solanci.

Církevní mateřskou a základní školu plánuje zřídit Římskokatolická farnost Kyjov v budově bývalé Střední zdravotnické školy na Komenského ulici.

## Doprava

### Železniční doprava

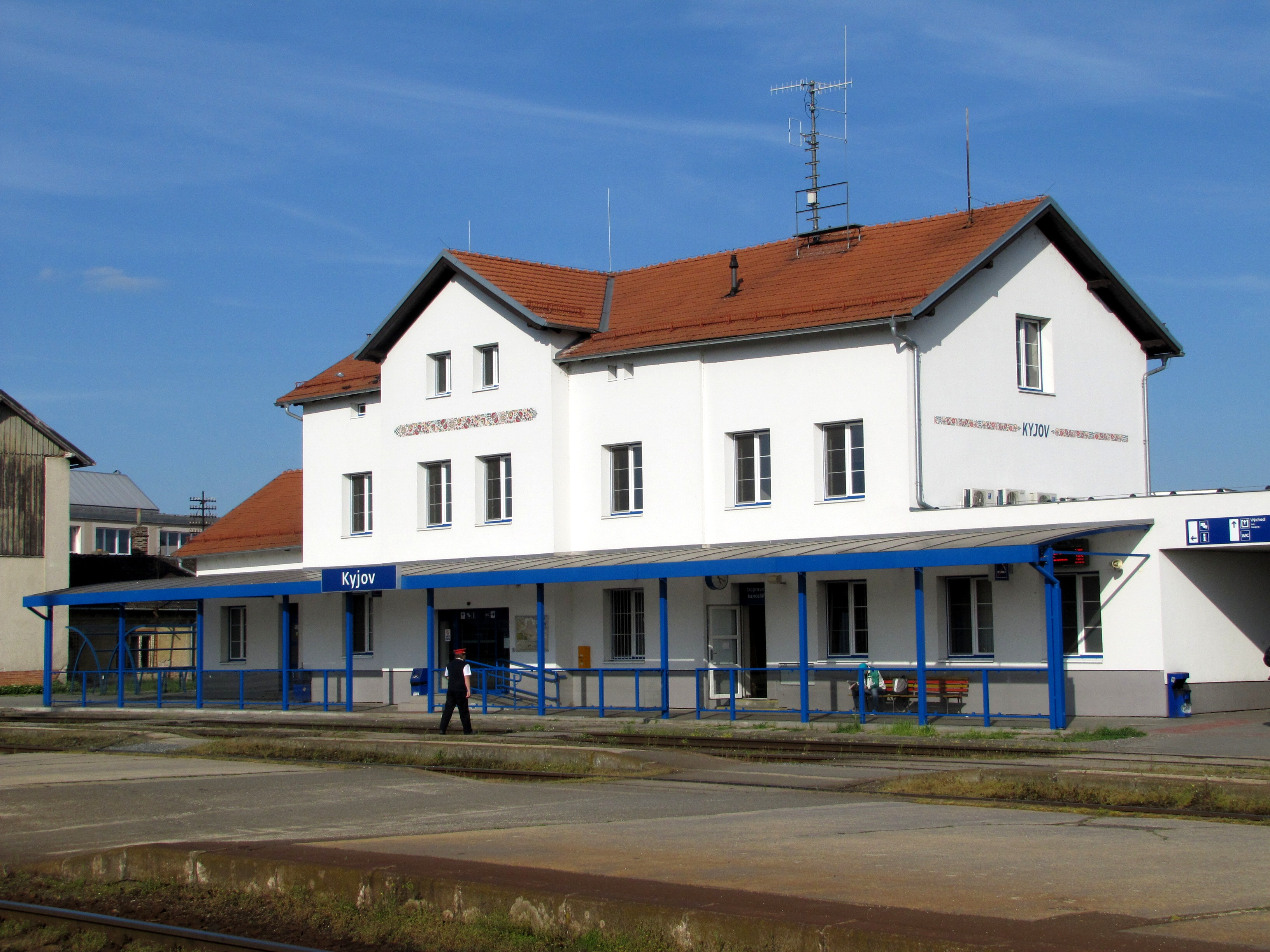
Železniční stanice Kyjov

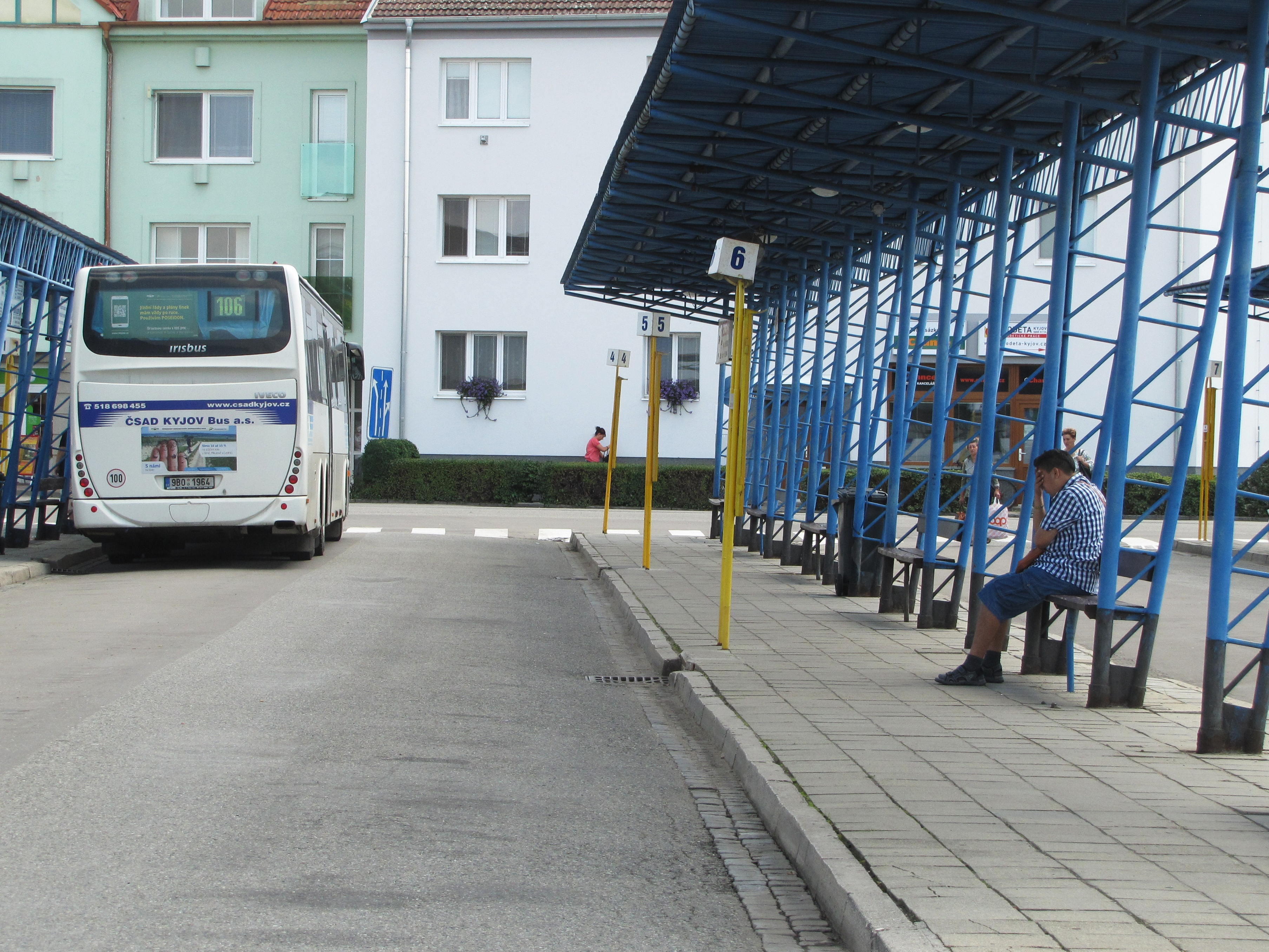
Autobusové nádraží

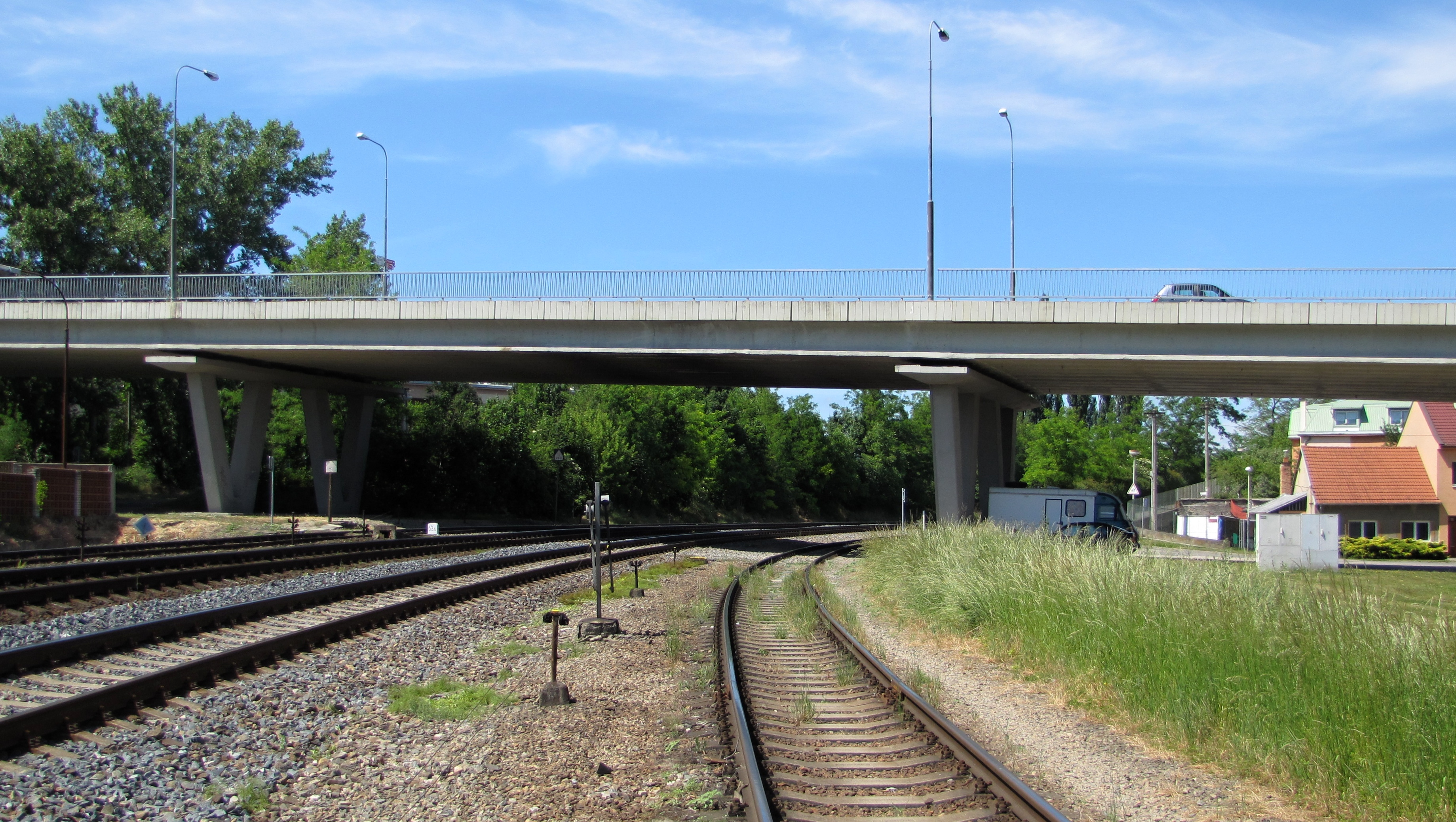
Most na silnici I/54

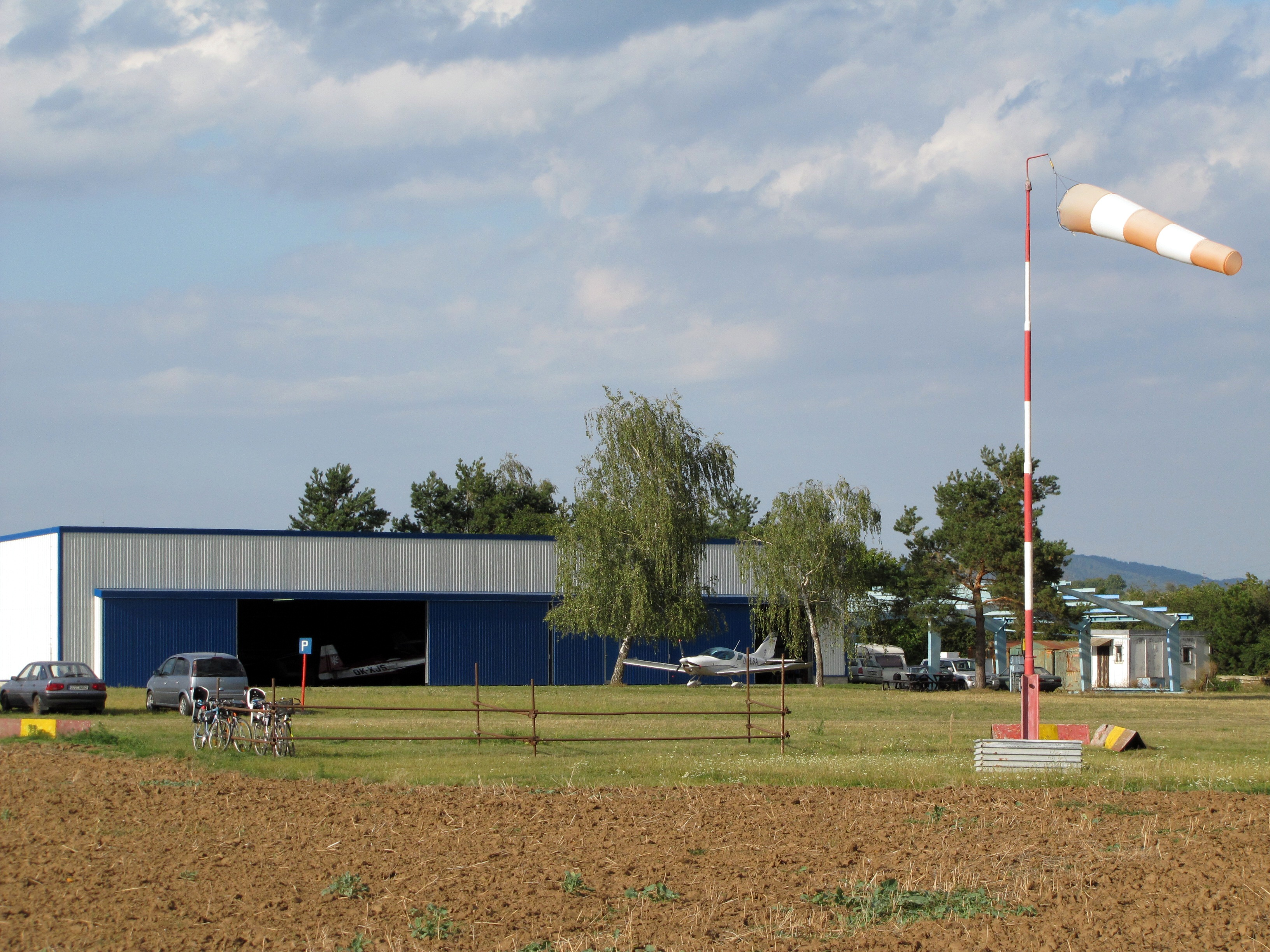
Kyjovské letiště

Městem prochází železniční trať zvaná Vlárská dráha, z Brna do Uherského Hradiště. V roce 1882 získal baron Oscar Lazzarini koncesi na výstavbu železnice z Moravského Písku a Bzence do Kyjova. Trať byla uvedena do provozu 20. července 1884 a Kyjov tak byl spojen s tehdejší Severní dráhou císaře Ferdinanda. Železniční stanice této lokální dráhy byla vybudována v dnešní ulici Na Trávníkách. 10. října 1887 pak přijel první vlak po nově vybudované trati z Brna. Železniční trať obchází město po jeho západním a jižním okraji. Současná budova železniční stanice z roku 1887 byla v roce 2011 rekonstruována. Ve stanici zastavují spěšné vlaky s přímým spojením do Brna, Veselí nad Moravou nebo Uherského Hradiště. Místní část Bohuslavice má vlastní železniční stanici s názvem Bohuslavice u Kyjova a v jižní části města u šroubáren je železniční zastávka.
Správa železnic v rámci elektrifikace Vlárské dráhy plánuje i modernizaci kyjovské stanice s její okolím v letech 2022–2023. Za asi 1,6 miliardy korun chce vystavět dvě vnější a jedno ostrovní nástupiště přístupná bezbariérově novým podchodem a šikmými chodníky. Rekonstruovat chce i železniční mosty v okolí a přejezd v Komenského ulici.
Mezi Kyjovem a Mutěnicemi byla od 2. června 1900 provozována doprava na trati č. 257. Do roku 1923 měla tato trať v Kyjově i své vlastní nádraží. 12. prosince 2004 zde byla doprava ukončena a 30. dubna 2009 byla trať úředně zrušena. Kyjov tak ztratil přímé železniční spojení s okresním městem Hodonín. V roce 2012 byla trať přebudována na cyklostezku.

### Autobusová doprava
Autobusové spojení Kyjova s okolními obcemi postupně vznikalo za první republiky. Koncese na autobusovou dopravu udělovala městská rada. V roce 1927 se v kyjovské kronice udává spoj do Archlebova (2× denně), Hovoran, Ždánic, Osvětiman, Žeravic a Milotic. V roce 1928 přibylo spojení se Stupavou, Čeložnicemi, Moravanami, Hýslemi, Medlovicemi a Újezdcem. Od roku 1959 je zde provozována městská autobusová doprava. Stanoviště autobusů bývalo na kyjovském náměstí, od 19. července 1976 je v provozu autobusové nádraží na ulici Nerudova. Od 5. ledna 1998 je součástí nádraží odbavovací hala s čekárnou a sociálním zařízením. Vzhledem k vzdálenosti mezi autobusovým a vlakovým nádražím (asi 1,2 km) byl v roce 2010 u vlakového nádraží vybudován přestupní terminál.

### Silniční doprava
Kyjov leží na křižovatce silnic I/54, II/432 a II/422. V roce 1965 byl v Kyjově na silnici I/54 vybudován most přes železniční trať a tak podstatně zjednodušen průjezd městem. Od roku 1987 jezdí automobily po obchvatu mezi silnicemi I/54 a II/432 v západní části města, čímž došlo k ulehčení dopravy v centru. Podle celostátního sčítání dopravy projelo v roce 2016 přes most v průměru 13 791 vozidel denně (z toho 11 823 osobních, 1 843 těžkých nákladních a 125 jednostopých motorových vozidel). Po obchvatu projelo celkem 7 162 vozidel denně.

### Letiště

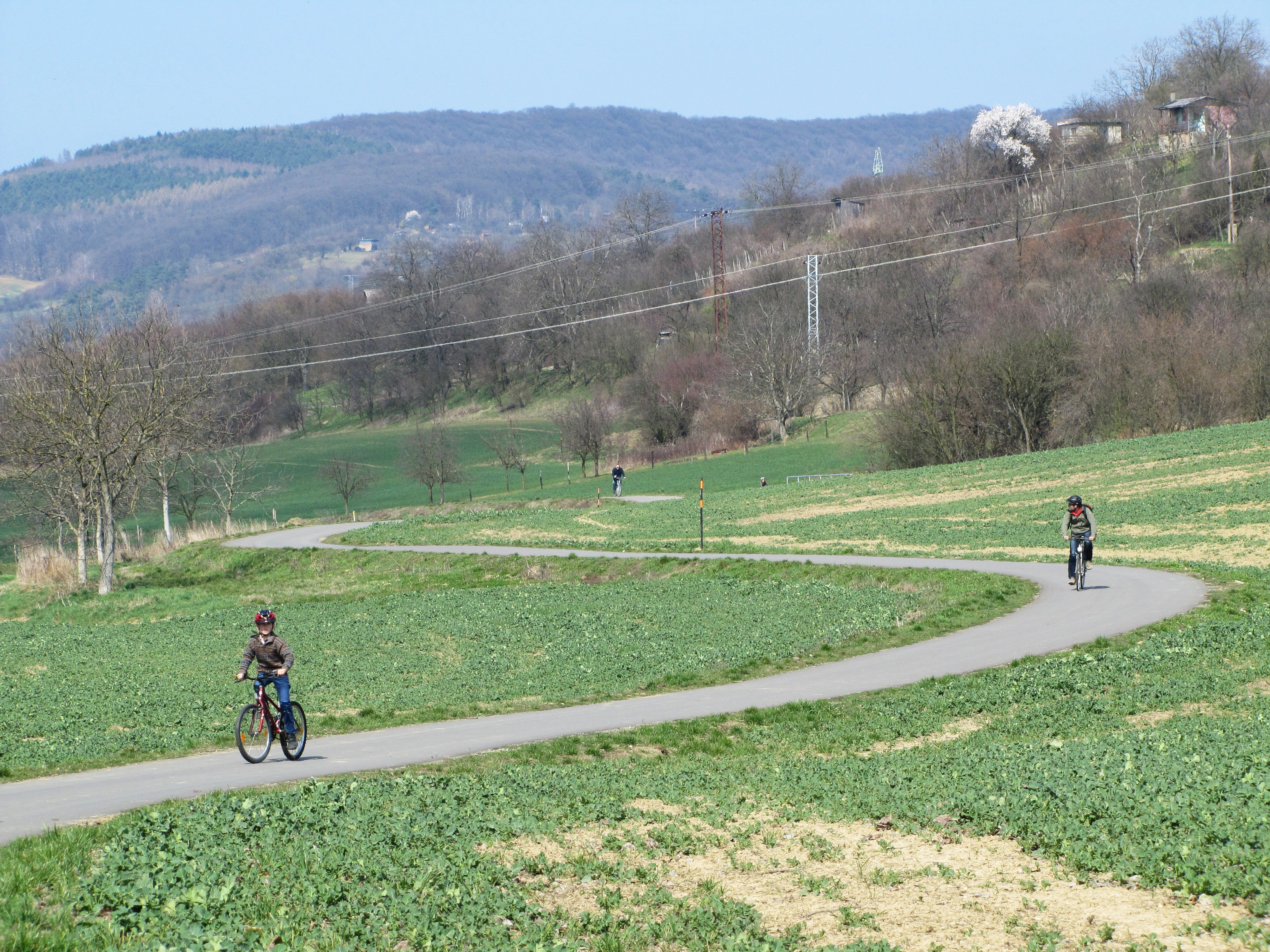
Cyklostezka mezi místními částmi Nětčice a Bohuslavice

U silnice mezi Kyjovem a Miloticemi, 3 km jižně od města, bylo v roce 1951 vybudováno veřejné vnitrostátní letiště Kyjov s travnatou přistávací dráhou. Je provozováno spolkem Aeroklub Kyjov.

### Cyklistika a pěší trasy
Z města vedou tři cyklostezky. První z jižního okraje města do sousedních Skoronic je dlouhá 1 km. Druhá vede do Mutěnic přes Svatobořice-Mistřín a Dubňany po náspu bývalé železniční trati v délce (14 km). V říjnu 2014 byla otevřena cyklostezka podél železniční trati, která spojuje místní části Nětčice a Bohuslavice v délce přes 2 km. V roce 2018 pak byla cyklostezka prodloužena severně údolím Kyjovky přes Haluzice (rekreační oblast u Jestřabic) a Nemotice k Mouchnicím. Pro cyklisty tak vzniklo spojení z města do Chřibů a na četné lesní asfaltové cesty ve Ždánickém lese. V budoucnu se počítá s jejím napojením na evropskou cyklotrasu EuroVelo 4. Kyjovem prochází dvě cyklotrasy – Moravská vinná stezka (č. 412) a Kyjovská vinařská stezka.
Žlutě značená turistická trasa spojuje Kyjov s Čeložnicemi (5,3 km), Chřiby a Koryčany (13 km) nebo na druhou stranu Sobůlkami (5,6 km) a Strážovským kopcem (8 km). V roce 2005 byla zřízena naučná stezka Kyjov v délce necelých 17 km, na které je umístěno 9 informačních panelů. V roce 2014 se uvažovalo o jejím přebudování a zkrácení. V dubnu 2014 otevřel kyjovský Český svaz včelařů ve spolupráci se sdružením Kyjovské Slovácko v pohybu včelařskou naučnou stezku v Bohuslavicích, která navazuje na cyklostezku z Nětčic. Na necelých 2 km je 10 informačních tabulí a dvě odpočinková místa.
V městských lesích v Chřibech na katastru obce Moravany byla v roce 2017 vybudována naučná stezka Po hranici v délce 3,6 km se sedmi informačními panely, které se věnují hraničním kamenům mezi zdejšími panstvími.

## Pamětihodnosti

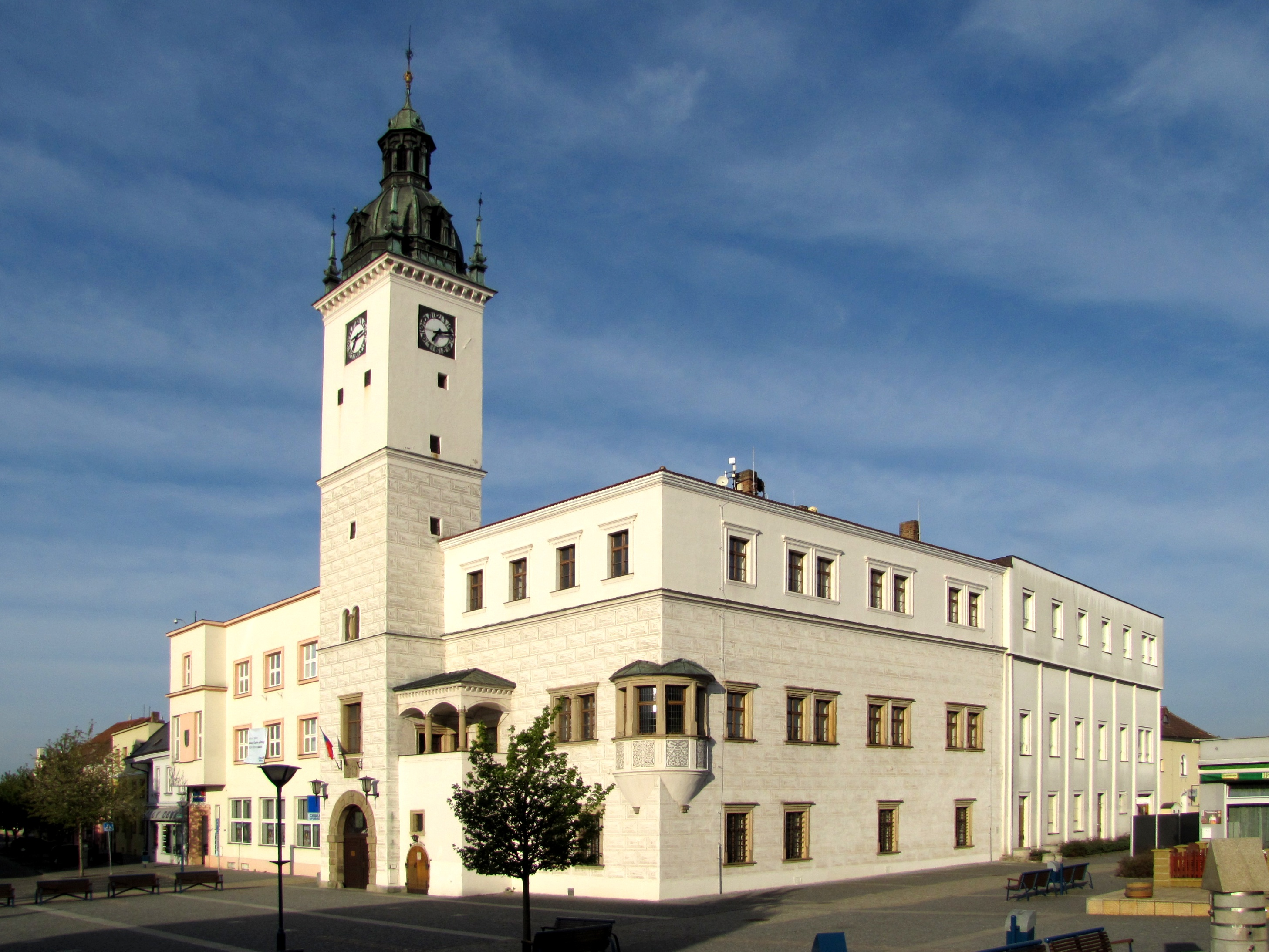
Radnice

Historické jádro města je městskou památkovou zónou. Na Masarykově náměstí je 7 měšťanských domů chráněno jako kulturní památka. Jsou to domy č. 7, 9, 11, 13, 14, 16 a 33 a také budova římskokatolické fary na Palackého ulici.
- Renesanční zámek pochází z let 1538–1540, v 18. století prošel přestavbou a v roce 1911 jej vyzdobil sgrafity Jano Köhler. Od roku 1928 zde sídlí Vlastivědné muzeum.
- Renesanční radnice na náměstí z let 1561–1562, postavená italskými staviteli, je národní kulturní památkou[99] a dominantou města. Předsunutá věž je vysoká 39 m. U hlavního vchodu je umístěn železný loket, který sloužil k přeměřování zboží na místním trhu. Fasáda radnice je vyzdobena psaníčkovým sgrafitem.[100]
- Mariánský sloup před radnicí nechal postavit ve 20. letech 17. století olomoucký biskup a kardinál František z Ditrichštejna jako dík městu za zachování věrnosti císaři Ferdinandovi II. během povstání českých stavů.
- Kapucínský kostel Nanebevzetí Panny Marie a sv. Cyrila a Metoděje na náměstí z let 1713–1720. Od roku 1784 je farním kostelem. Nad hlavním vchodem je freska Matky milosrdenství s Ježíškem. V roce 1885 byly před kostelem umístěny sochy sv. Cyrila a Metoděje. Pod kostelem se nachází kapucínská hrobka.
- Kaple sv. Josefa nad zámkem z roku 1833. Věž pochází z roku 1692. Dříve zde stával farní kostel sv. Martina z roku 1180, který v roce 1807 vyhořel.
- Kostel sv. Filipa a Jakuba v místní části Bohuslavice.
- Kaple svatého Josefa Kalasanského zvaná také gymnazijní kaple na ulici Komenského. V roce 1868 ji nechali postavit piaristé. Ti do města přišli v roce 1760, aby založili latinské gymnázium a působili zde do roku 1897.
- Chudobinec Dominka Jurovského na ulici Jungmannova z let 1728–1739 sloužil jako útulek pro 12 chudých měšťanů. Nad vchodem je latinský chronogram (v překladu „Co učiníte jednomu z těchto chudých, učiníte mně“), který obsahuje letopočet 1739. Dnes je zde Základní umělecká škola.
- Kaple sv. Rocha u silnice do Vlkoše z roku 1716. Postavena na nejvyšším bodě katastru města jako poděkování za ochranu před morem.
- Boží muka na Čelakovského ulici
- Novorenesanční budova Klvaňova gymnázia postavená roku 1898.
- Bohuslavické stráně – přírodní památka v místní části Bohuslavice byla vyhlášena v roce 1992 na ploše 3,52 ha z důvodu ochrany teplomilných společenstvech.

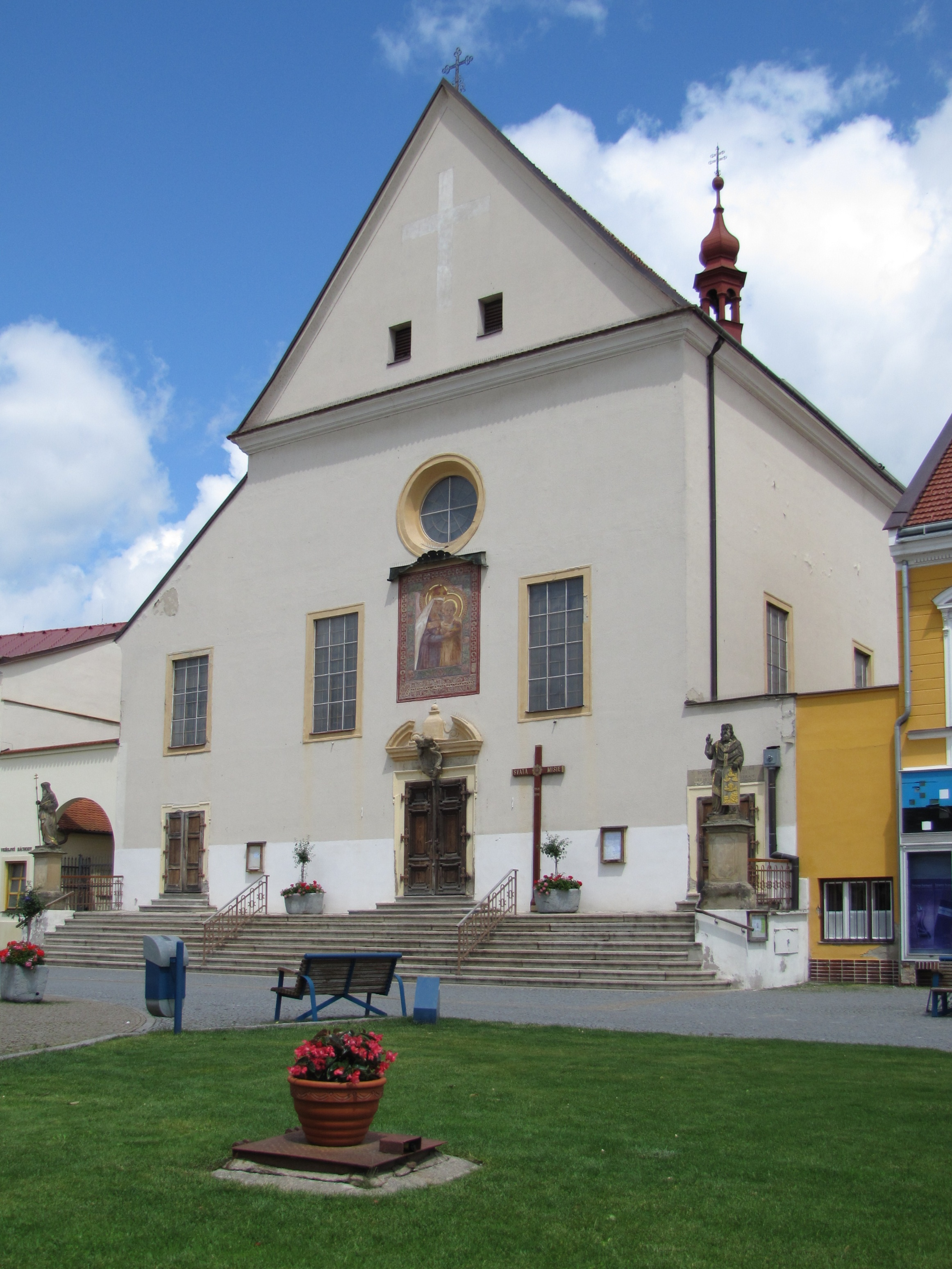
Kostel Nanebevzetí Panny Marie
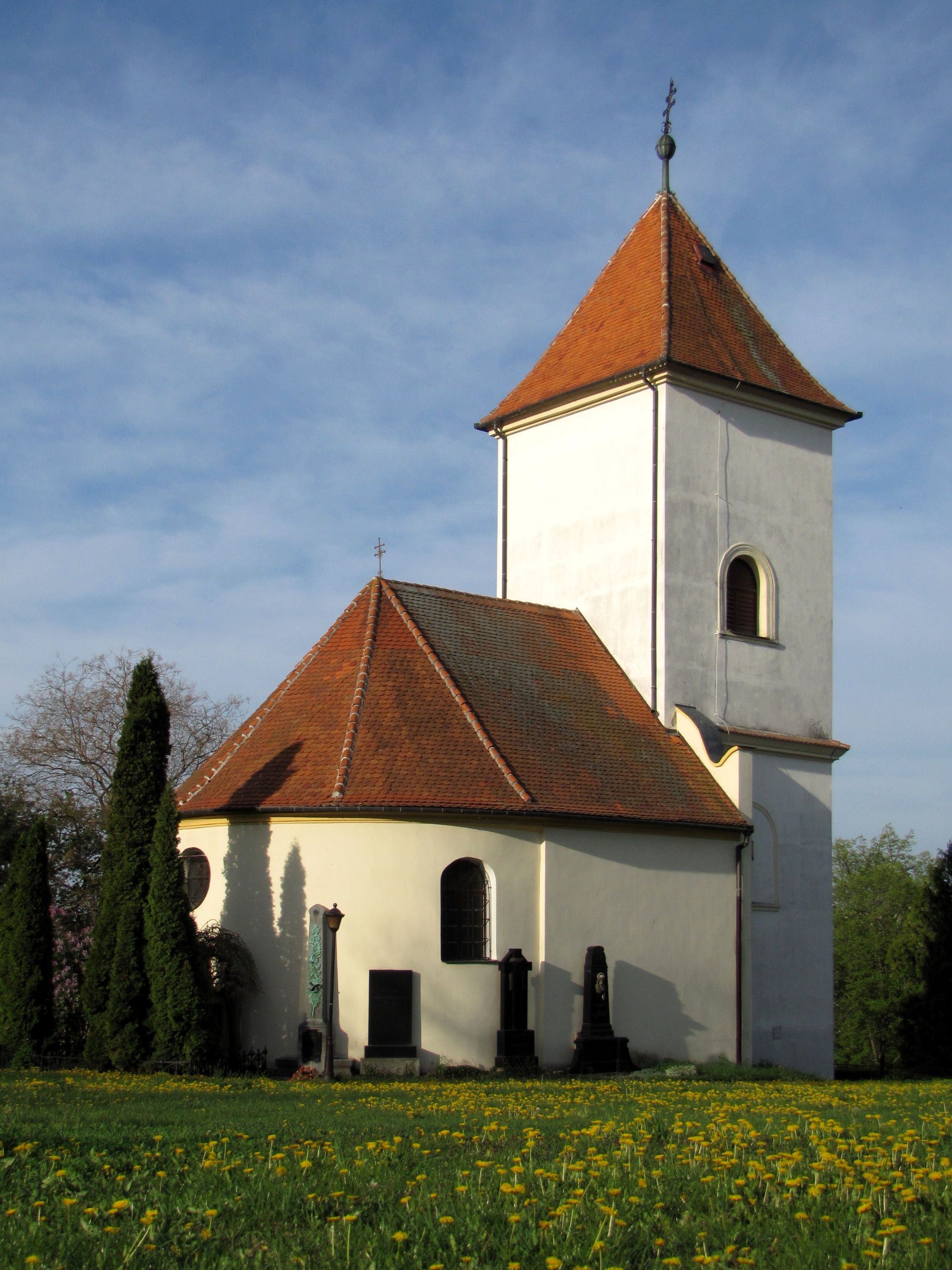
Kaple sv. Josefa, dříve kostel sv. Martina
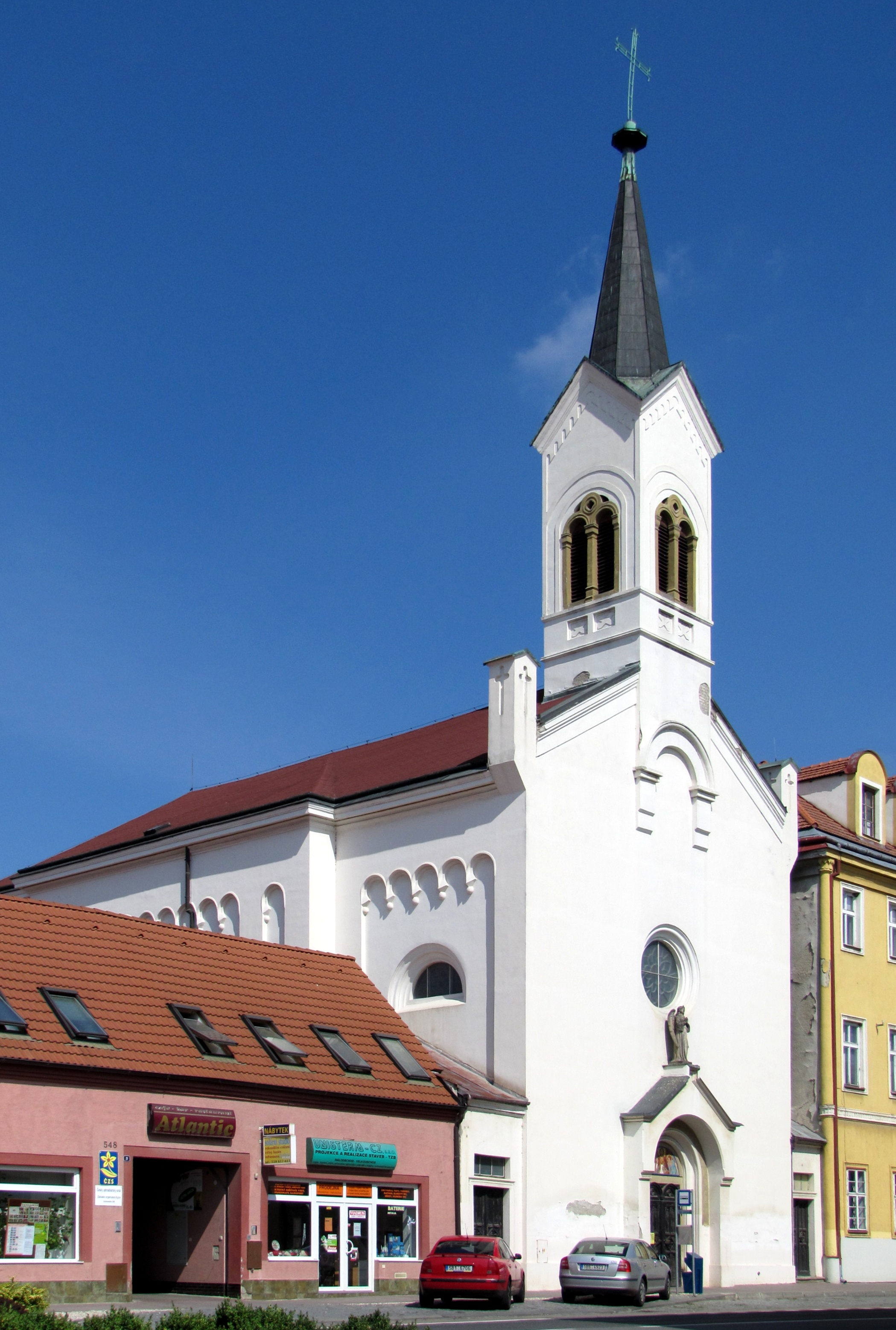
Kaple sv. Josefa Kalasanskeho
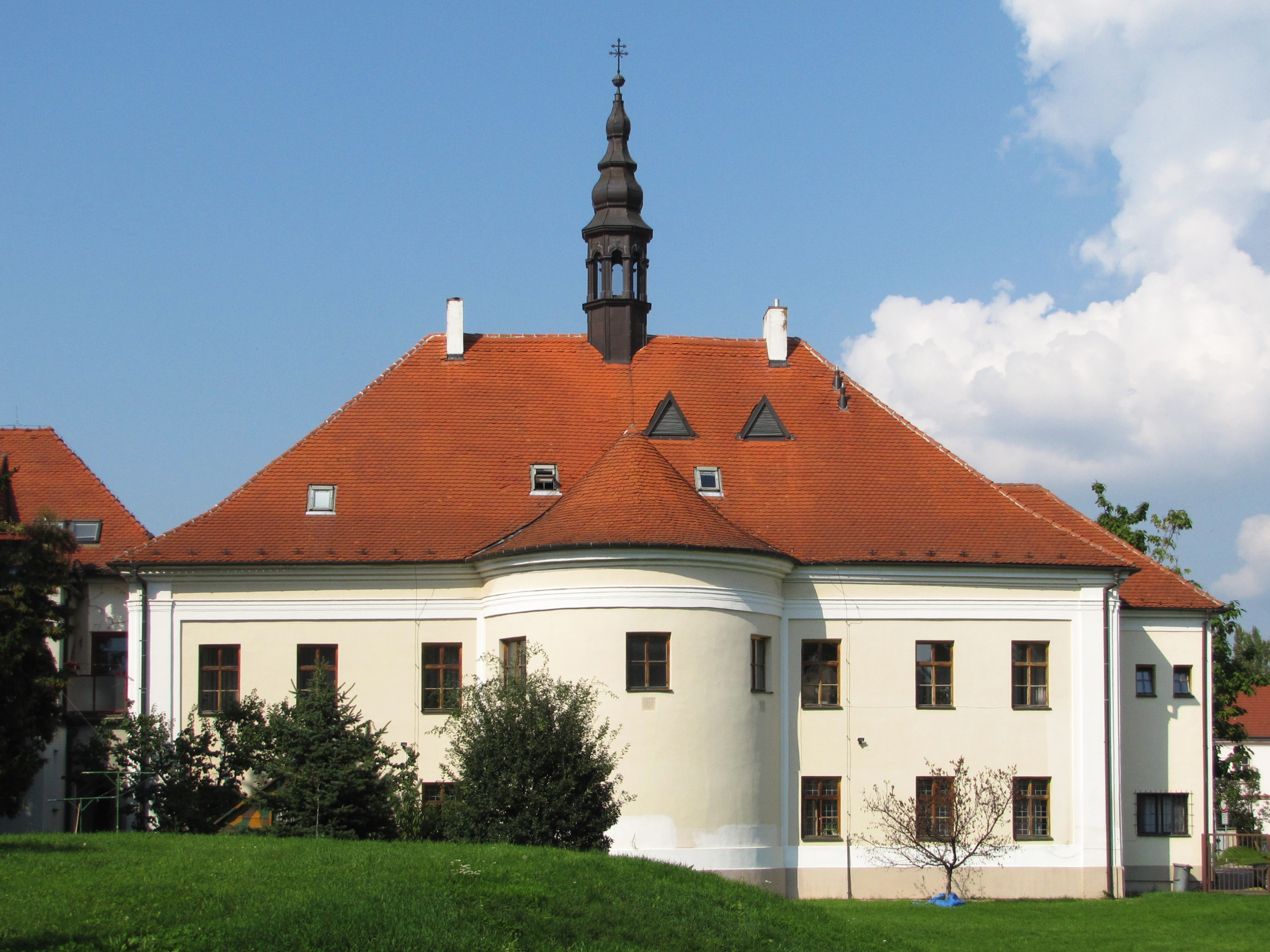
Chudobinec Dominika Jurovského
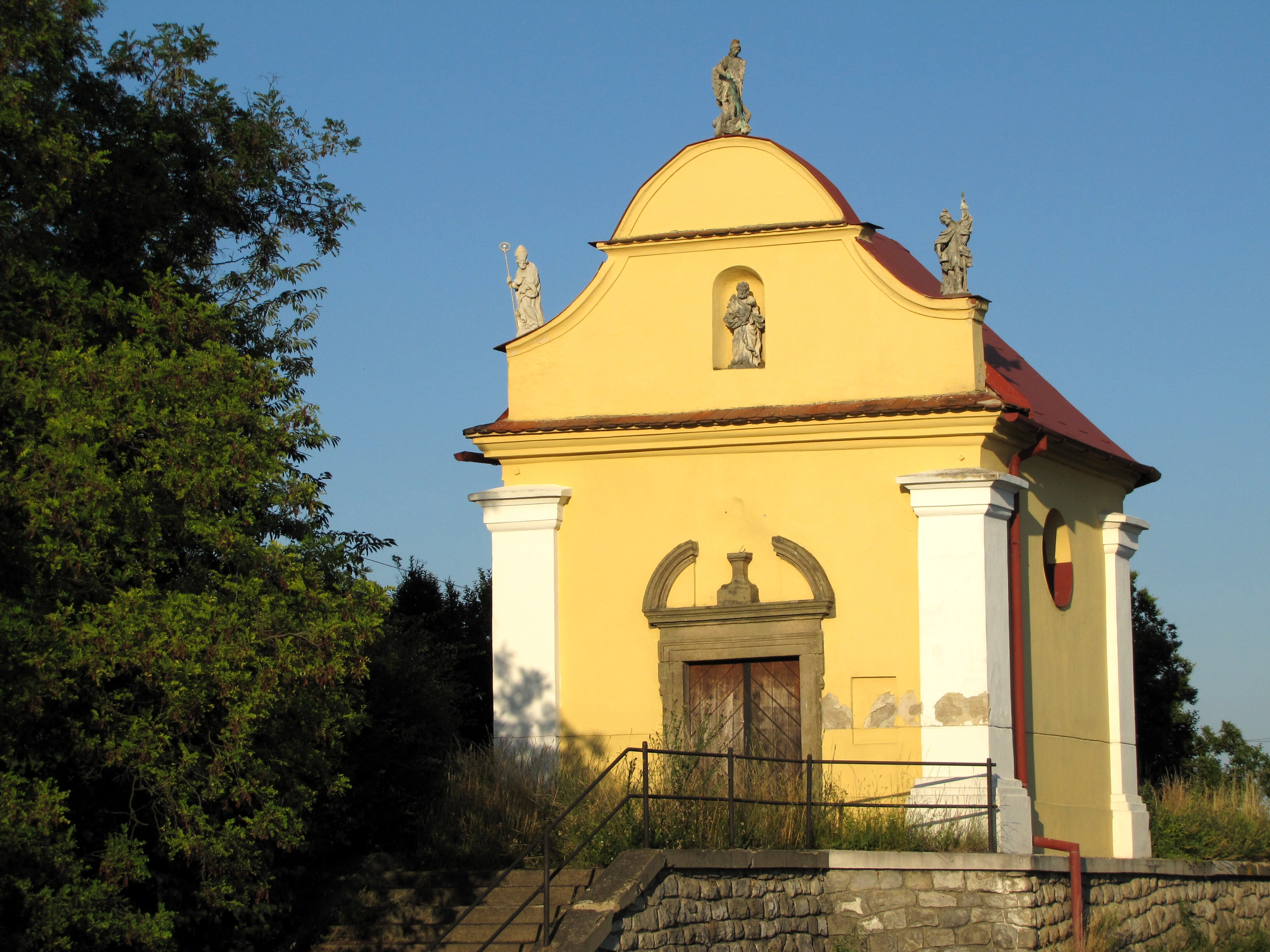
Kaple sv. Rocha
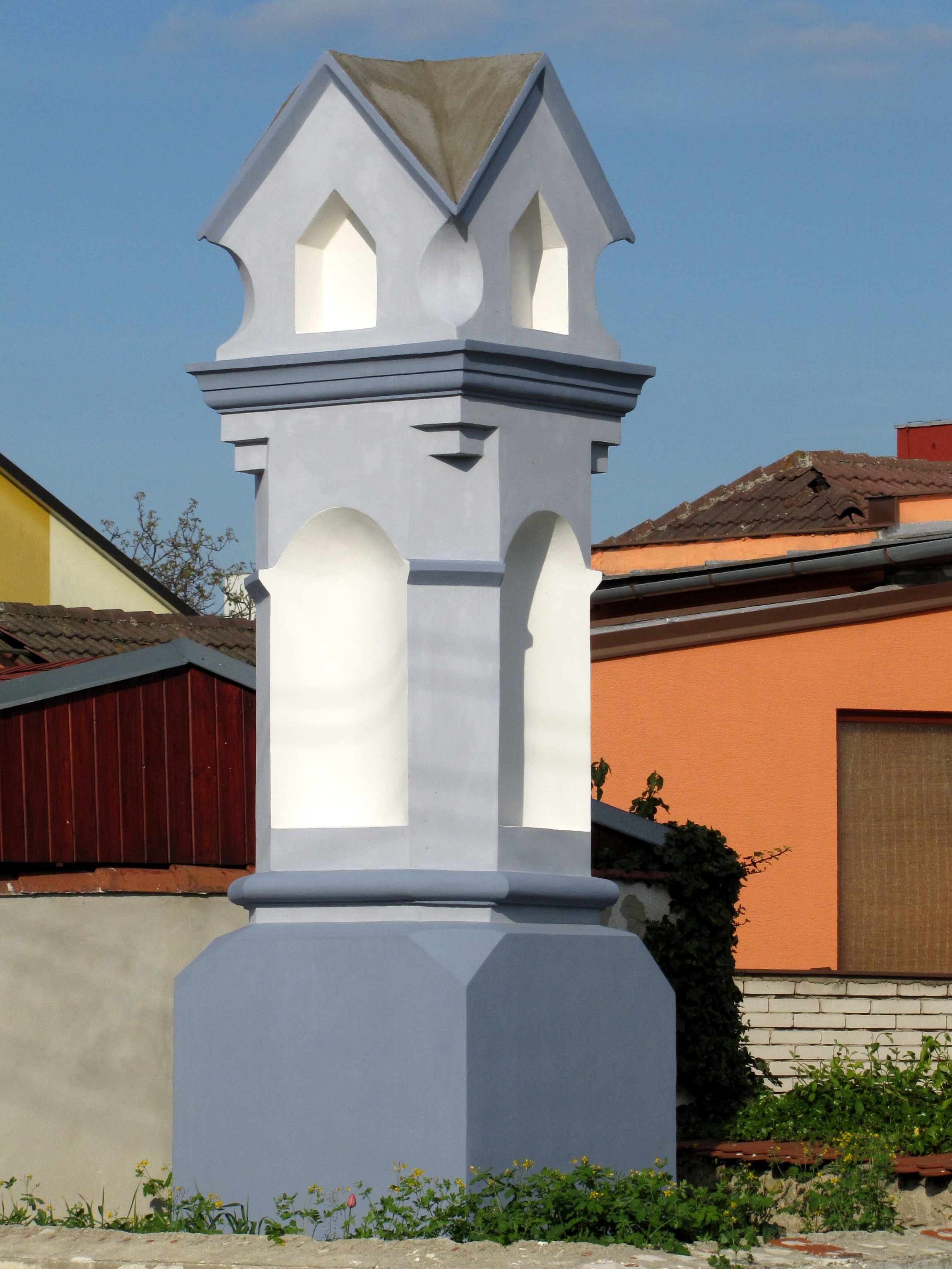
Boží muka

### Městský park

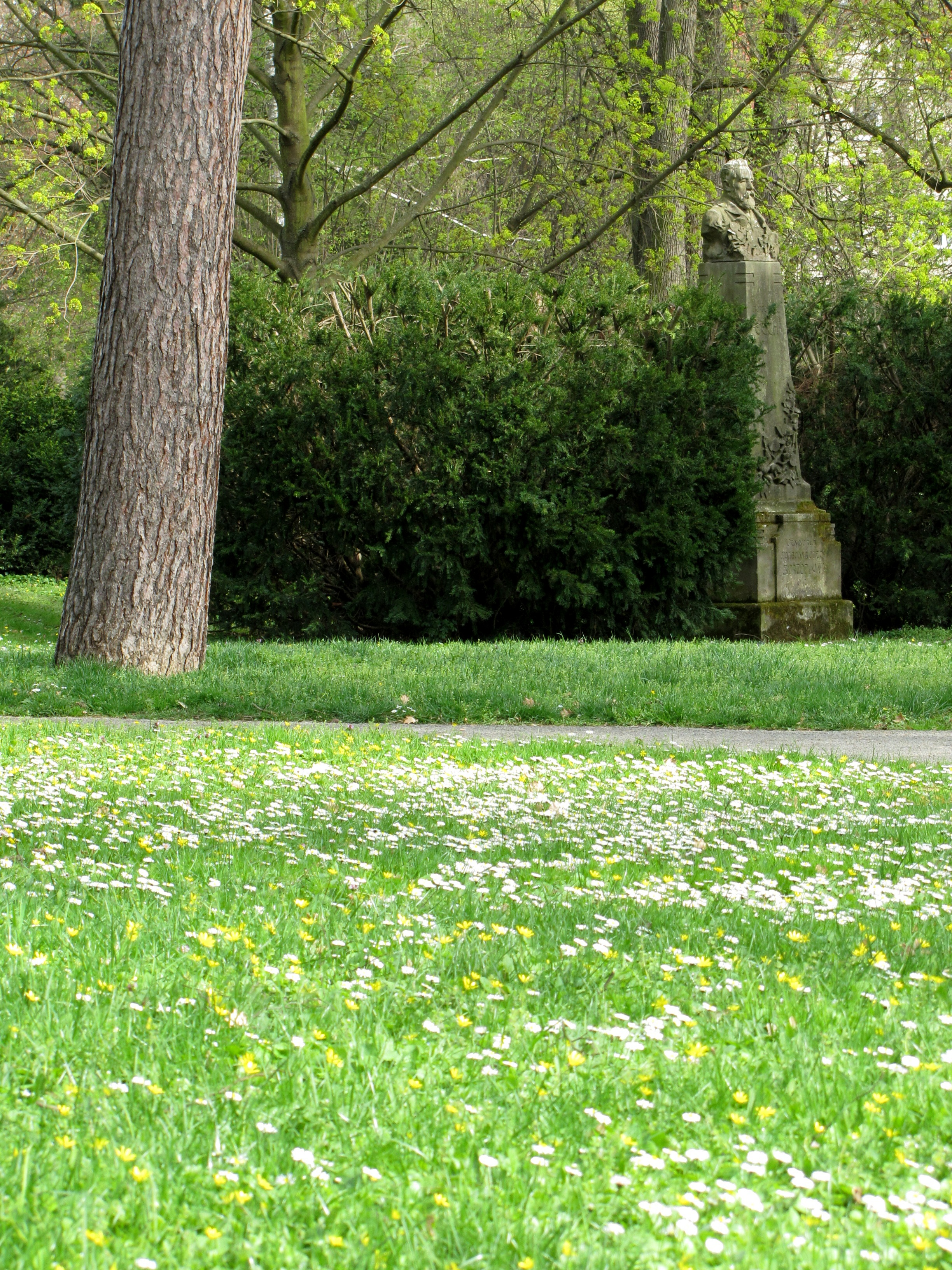
Městský park s pomníkem Svatopluka Čecha

Městský park byl založen 400 m severovýchodně od centra města v letech 1872–1873. Roku 1899 zakoupil stavitel, zemský poslanec a místní mecenáš Václav Paterna pozemky pro další rozšíření parku, k němuž došlo v roce 1924. Park se rozkládá na ploše asi 4,2 ha. Západní část je ohraničena řekou Kyjovkou a ze severu na park navazuje městské koupaliště a stadion.
Stojí zde pomník Svatopluka Čecha z roku 1912 od místního kameníka a sochaře Rudolfa Petra (1887–1956), spolužáka Julia Pelikána z C. k. odborné školy sochařské a kamenické v Hořicích. Po Čechovi je pojmenována i ulice přiléhající k parku z jižní a východní strany. V prosinci 1949 byl u vstupu do parku postaven pomník Josifa Stalina při příležitosti jeho 70. narozenin. Pomník navrhl akademický sochař Julius Pelikán, který byl za druhé světové války vězněn v internačním táboře v sousedních Svatobořicích a byl odtud najímán na práce v kyjovském kamenictví Rudolfa Petra. Celý park se měl jmenovat Stalinovy sady, ale mezi místními se název neujal. Pomník byl odstraněn v roce 1990. Roku 1953 byla v parku vybudována požární nádrž. V roce 1961 byly do nádrže nasazeny okrasné ryby, lekníny a vybudovány vodotrysky. Postupně nádrž chátrala a roku 1999 byla zasypána. Na jejím místě vzniklo dětské hřiště. Středem parku tekl kaštanovou alejí ze severu na jih mlýnský náhon, který park dělil na starou (západní) a novou (východní) část, resp. starý a nový park. Asi na konci 60. let 20. století byl náhon zasypán a dnes na jeho místě vede 220 m dlouhá cesta pro pěší i cyklisty. V letech 2010–2011 prošel park rozsáhlou revitalizací. Slouží i k pořádání kulturních akcí, dříve např. divadelního festivalu Mezi Smrky nebo každoročního Dne koně.
V roce 2014 v parku mimo jiné rostly stromy platan javorolistý, borovice vejmutovka, buk lesní, douglaska tisolistá, dřezovec trojtrnný, dub letní, lípa malolistá, jírovec maďal, jasan ztepilý, javor mléč, habr obecný, jilm habrolistý, vrba bílá, kaštanovník setý, katalpa (Catalpa bignonioides), borovice černá, ořešák černý, javor babyka, bříza bělokorá, líska obecná, líska turecká a liliovník tulipánokvětý. Na výběr stromů k výsadbě měl vliv přírodovědec Josef Klvaňa, který byl v letech 1898–1919 ředitelem kyjovského gymnázia.

### Funkcionalistické vily
V období první republiky bylo ve městě postaveno několik funkcionalistických vil, které byly v pozdější době často přestavovány a do značné míry ztratily svůj původní charakter. Dnes proto nemají statut kulturní památky. Mezi významné stavby patří:
- Rodinný dům s lékárnou Otakara Svačiny na ulici Komenského č. 758. Vilu si nechal postavit člen hodonínského Sdružení výtvarných umělců moravských a podporovatel umění Otakar Svačina v letech 1927–1928 od architekta Ludvíka Hilgerta, kyjovského rodáka a žáka Jože Plečnika.[107]
- Rodinný dům Marie a Metoděje Součkových v ulici U Parku č. 805. Dům postavil architekt a kyjovský rodák Josef Polášek pro učitele hudby, sběratele umění a spolumajitele strojírny v Kyjově Metoděje Součka v letech 1929–1930. Součástí domu byla i obrazová galerie. Josef Polášek stavbu navrhl po studijní cestě po Holandsku, kde se inspiroval vlastním domem architekta a výtvarníka Henka Wegerifa (1888–1963) u Haagu. Vila byla přestavěna v letech 1969–1971.[108]
- Rodinný dům Stelly a Arnošta Hayekových v ulici Boženy Němcové č. 833. Dům postavil v letech 1931–1932 architekt a kyjovský rodák Bohumil Tureček pro majitele kyjovské octárny a významného člena kyjovské Židovské náboženské obce Arnošta Hayeka (1895–1944). Arnošt Hayek zemřel v koncentračním táboře Terezín, jeho manželka a dcera Sylva zahynuly v koncentračním táboře Osvětim. Dům se stal majetkem státu a byl postupně přestavován.[109]
- Vila Rajmunda Neumayera v ulici Svatopluka Čecha č. 886. Architekt Bohumil Tureček ji postavil v letech 1931–1933 pro advokáta Rajmunda Neumayera, ředitele kyjovské sklárny a člena obecní rady. Před rokem 1989 vila sloužila jako Mateřská škola. Po roce 2000 prošla rozsáhlou přestavbou.[110][111]
- Rodinný dům Anny a Josefa Jakerleových na ulici Svatopluka Čecha č. 896. Dům od architekta Josefa Poláška nechal postavit člen městského zastupitelstva a správní rady kyjovského pivovaru Josefa Jakerle v letech 1933–1934. Do stavby byl začleněn i mlýnský náhon, který do 60. let 20. století tekl přes pozemek. V roce 2004 byl objekt přestavěn na bytový dům.[112]
- Vila Gabriely a Vladimíra Dunděrových na ulici Komenského č. 616. Kyjovský architekt Josef Polášek postavil vilu v letech 1936–1937 pro lékaře Vladimíra Dunděru (1903–1942). Vladimír Dunděra s manželkou byli popraveni nacisty v brněnských Kounicových kolejích za spolupráci s odbojem. 15. června 1947 jim zde byla odhalena pamětní deska. Dům byl konfiskován, v 50. letech přestavěn a sloužil např. jako dětská poliklinika. Po roce 1989 byl navrácen dědicům a je využíván ke komerčním účelům.[113]

## Osobnosti
Seznam existujících biografií viz Kategorie:Lidé z Kyjova

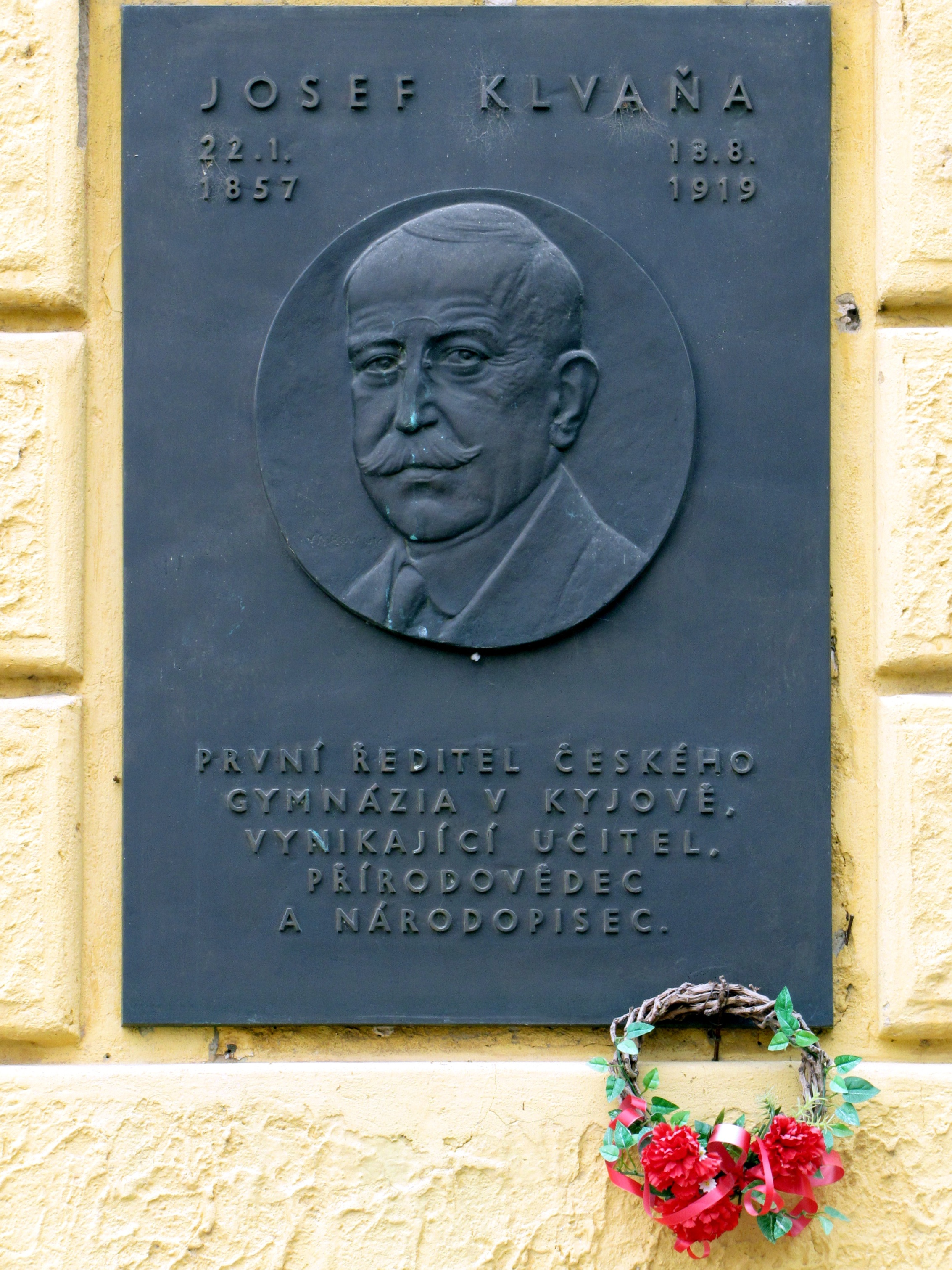
Pamětní deska Josefa Klvani na budově Klvaňova gymnázia v Kyjově. Autor Václav Adolf Kovanič

- Moritz von Bader (1841–1893), rytíř, stavební inženýr (podílel se na budování Suezského průplavu), rakouský konzul v Ismailii, děd Alfreda Badera, kyjovský rodák
- Jarmila Bednaříková (* 1952), historička a spisovatelka, kyjovská rodačka
- Václav Bzenecký starší († 1575), kyjovský primátor
- Karel Dittler (1910–1984), divadelní ředitel, dramatik, ředitel TSO, kyjovský rodák a absolvent zdejšího gymnázia
- Jiří Dunděra (* 1933), lékař, publicista, skaut
- Josef Frýbort (1913–1998), učitel a hudebník, od roku 1952 působil v Kyjově[114]
- Radola Gajda (1892–1948), československý generál a český fašistický politik; v Kyjově strávil dětství
- Josef Gonic (1902–1949), československý voják, protikomunistický odbojář popravený komunistickým režimem
- Ludvík Hilgert (1895–1967), funkcionalistický architekt, čestný občan města i.m., kyjovský rodák
- Rudolf Hurt (1902–1978), archivář, historik, autor knihy Kyjovsko, v Kyjově studoval na gymnáziu
- Sergěj Ingr (1894–1956), československý generál a ministr obrany exilové vlády, v Kyjově studoval na gymnáziu
- Ivan Jelínek (1909–2002), novinář, spisovatel, básník, kyjovský rodák, čestný občan města
- Severin Joklík (1857–1915), lékař, starosta města
- Josef Klvaňa (1857–1919), první ředitel českého kyjovského gymnázia, přírodovědec, etnograf
- Jano Köhler (1873–1941), akademický malíř, freskami a sgrafity vyzdobil farní kostel, gymnazijní kapli a zámeček
- Josef Kolmaš (1933–2021), český sinolog a tibetolog, v Kyjově studoval na gymnáziu, čestný občan města
- Vladimír Kopeček (1917–1955), válečný letec[115]
- Karel Kozánek (1858–1941), advokát, činovník Sokola, hudebník, zakladatel slavnosti „Slovácký rok“
- Jan Kučera (1875–1947), profesor zdejšího gymnázia, zakladatel kyjovského muzea a archivu
- František Kudláč (1909–1990), akademický malíř. V Kyjově vystudoval gymnázium.[116][117]
- Miroslav Mareček (1954–2008), český disident, signatář Charty 77 a hladovkář
- Nikola Muchová (* 1990), písničkářka
- Vladimír Nedvěd (1917–2012), letec, účastník čs. zahraničního odboje 1938–1945, velitel 311. čs. bombardovací perutě ve Velké Británii
- Miroslav Novák (1907–2000), teolog, profesor-biblista, biskup, čtvrtý patriarcha Církve československé husitské, kyjovský rodák a absolvent zdejšího gymnázia
- Oldřich Pechal (1913–1942), velitel paradesantní skupiny Zinc, vystudoval gymnázium v Kyjově
- Oldřich Pelčák (1943–2023), vojenský pilot, kosmonaut, prožil mládí v Kyjově
- Oto Klempíř (* 1963), zpěvák, textař, spoluzakladatel skupiny J.A.R.
- Josef Polášek (1899–1946), funkcionalistický architekt, čestný občan města i.m., rodák z Boršova
- Silvia Saint (* 1976), pornoherečka, kyjovská rodačka[118]
- Bohumil Sekla (1901–1987), profesor Univerzity Karlovy, zakladatel české lékařské genetiky, rodák z Bohuslavic
- Ernst Schneider (1894–1975), vynálezce lodního šroubu Voith-Schneider, kyjovský rodák
- Miroslav Skála (1924–1989), český spisovatel a novinář, v Kyjově studoval na gymnáziu, čestný občan města i.m.
- Hugo Sonnenschein (1889–1953), spisovatel, kyjovský rodák
- Miroslav Tichý (1926–2011), malíř a fotograf
- Zdeněk Trtík (1914–1983), teolog, filozof, profesor Husovy československé bohoslovecké fakulty v Praze, kyjovský rodák a absolvent zdejšího gymnázia
- Bohumil Tureček (1902–1982), funkcionalistický architekt, čestný občan města i.m., kyjovský rodák
- Joža Uprka (1861–1940), malíř slováckých žánrových obrazů, měl v Kyjově ateliér
- Vladimír Vašíček (1919–2003), malíř, čestný občan města
- Jan Znoj (1905–1950), akademický sochař, rodák z Boršova, autor sochy Miroslava Tyrše u sokolovny
- Kateř Tureček (*1993), multidisciplinární umělec, pedagog a aktivista, autor dokumentárního filmu Tradice o kyjovských tradicích, kyjovský rodák

## Partnerská města
Od roku 1998 město Kyjov postupně uzavřelo smlouvu o partnerství a spolupráci se šesti partnerskými městy v Evropě:
- Yvetot, Francie (v roce 1998)
- Hollabrunn, Rakousko (v roce 2005)
- Seravezza, Itálie (v roce 2010)
- Biograd na Moru, Chorvatsko (v roce 2011)
- Luck, Ukrajina (v roce 2011)
- Prizren, Kosovo (v roce 2012)